# Sezione aurea

Rettangolo aureo.
I due lati del rettangolo stanno tra loro nel rapporto definito dalla sezione aurea così come i due segmenti (in azzurro) e (in rosso).
Tracciato infatti il quadrato di lato, si individua il punto medio della base e si traccia, come in figura, il segmento che congiunge il punto medio al vertice e che risulta essere di lunghezza pari a. Con un compasso si riporta il segmento sul prolungamento della base del quadrato individuando così il rettangolo di base e di altezza. La parte della base del rettangolo che eccede la base del quadrato fornisce il segmento.

La sezione aurea o rapporto aureo o numero aureo o costante di Fidia o proporzione divina, nell'ambito delle arti figurative e della matematica, indica il numero irrazionale 1,6180339887... ottenuto effettuando il rapporto fra due lunghezze disuguali delle quali la maggiore {\displaystyle a} è medio proporzionale tra la minore {\displaystyle b} e la somma delle due precedenti  {\displaystyle (a+b)}:
{\displaystyle {\frac {a+b}{a}}={\frac {a}{b}}\ {\stackrel {\text{def}}{=}}\ \varphi .}
Valgono pertanto le seguenti relazioni:
{\displaystyle {\frac {a}{b}}={\frac {a+b}{a}}=1+{\frac {b}{a}}=1+{\frac {1}{\frac {a}{b}}}.}
Considerando solo il primo e l'ultimo membro e tenendo conto della definizione di {\displaystyle \varphi } possiamo anche scrivere
{\displaystyle \varphi =1+{\frac {1}{\varphi }},}(1)
da cui discende l'equazione polinomiale a coefficienti interi
{\displaystyle \varphi ^{2}-\varphi -1=0.}(2)
Delle due soluzioni dell'equazione, quella positiva (unica ammissibile, essendo {\displaystyle \varphi } una quantità positiva per definizione) porta alla determinazione del valore della sezione aurea dato da:
{\displaystyle \varphi ={\frac {1+{\sqrt {5}}}{2}}\approx 1{,}618033988749895.}(3)
La sezione aurea è quindi un numero irrazionale (ossia non rappresentabile mediante rapporto di numeri interi data la presenza di {\displaystyle {\sqrt {5}}} nel numeratore della (3)) e algebrico (ovvero soluzione di un'equazione polinomiale a coefficienti interi come evidenziato dalla (2)). Può essere approssimata effettuando il rapporto fra termini consecutivi {\displaystyle ({\frac {3}{2}},{\frac {5}{3}},{\frac {8}{5}},...)} della successione di Fibonacci a cui è strettamente connessa.
I due segmenti {\displaystyle a} e {\displaystyle b} possono essere ottenuti graficamente come illustrato nella figura a fianco. La base del rettangolo è pari a {\displaystyle ({\frac {1}{2}}a+{\frac {\sqrt {5}}{2}}a)} e la sua altezza è pari ad {\displaystyle a}: il loro rapporto in base alla (3) dà proprio la sezione aurea.
Se nella (1) si sostituisce iterativamente alla {\displaystyle \varphi } a denominatore tutto il secondo membro anch'esso pari a {\displaystyle \varphi } otteniamo la frazione continua:
{\displaystyle \varphi =1+{\frac {1}{1+{\frac {1}{1+{\frac {1}{1+{\frac {1}{1+\ldots }}}}}}}}.}
Un'altra rappresentazione di {\displaystyle \varphi } come frazione continua generalizzata è costituita dai quadrati dei numeri di Fibonacci e delle aree del rettangolo aureo:
{\displaystyle \varphi =1+{\frac {1}{1^{2}+{\frac {1^{2}}{1^{2}+{\frac {2^{2}}{2^{2}+{\frac {6^{2}}{3^{2}+{\frac {15^{2}}{5^{2}+{\frac {40^{2}}{8^{2}+{\frac {104^{2}}{13^{2}+\ldots }}}}}}}}}}}}}}.}
Le sue proprietà geometriche e matematiche e la frequente riproposizione in svariati contesti naturali e culturali, apparentemente non collegati tra loro, hanno suscitato per secoli nella mente dell'uomo la conferma dell'esistenza di un rapporto tra macrocosmo e microcosmo, tra Dio e l'uomo, l'universo e la natura: un rapporto tra il tutto e la parte, tra la parte più grande e quella più piccola che si ripete all'infinito attraverso infinite suddivisioni. Diversi filosofi e artisti sono arrivati a cogliervi col tempo un ideale di bellezza e armonia spingendosi a ricercarlo e, in alcuni casi, a ricrearlo nell'ambiente antropico quale canone di bellezza; testimonianza ne è la storia del nome che in epoche più recenti ha assunto gli appellativi di aureo e divino.

## Storia
A livello storico vi sono diverse questioni aperte riguardo a se e a quali popoli, prima dei Greci, conoscessero la sezione aurea e la utilizzassero consapevolmente nelle loro opere. I casi più importanti sono quelli legati ai Babilonesi e agli Egizi.

### Babilonia
Alcune tavolette, riportanti calcoli computazionali, testimoniano nei Babilonesi conoscenze sia matematiche sia geometriche tali da poter ottenere buone approssimazioni dell'area del pentagono e perfino di pi greco. Anche se mancano prove definitive circa la loro effettiva conoscenza della sezione aurea, eminenti studiosi, fra cui Michael Schneider e Helen Hedian, affermano la sua presenza su steli e bassorilievi: alcuni esempi sarebbero una stele babilonese e una raffigurazione di una divinità alata del IX secolo a.C. (Metropolitan Museum of Art), la "leonessa morente" di Ninive (600 a.C.).

### L'antico Egitto
Le ricerche sulla possibile conoscenza e utilizzo del rapporto aureo in epoca pre-ellenica hanno riguardato anche gli antichi Egizi, ai quali soprattutto la letteratura ottocentesca attribuiva conoscenze matematiche avanzate, le cui tracce sarebbero tutt'oggi visibili nelle vestigia di numerosi monumenti. Per quanto attiene al rapporto aureo, il dibattito verte su casi meno conosciuti, come quelli dell'Osireion, della Tomba di Petosiri e della celeberrima piramide di Cheope.

Pianta del Osireion con la geometria pentagonale di Lawlor

Nel primo caso si tratterebbe del monumento funerario del re Seti I (XIX dinastia), riportato alla luce nel 1901 da Flinders Petrie. Al riguardo Robert Lawlor asserisce che l'architettura della stanza più interna sarebbe basata su una mistica geometria pentagonale contenente il rapporto aureo, ravvisabile in una serie di intrecci geometrici che si possono estrapolare. Precisamente all'interno della stanza sarebbe possibile disegnare secondo Lawlor due pentagoni contrapposti fino all'esaurimento della lunghezza, mentre la larghezza conterrebbe le circonferenze a essi circoscrivibili; su tale disegno sarebbero poi ricavabili con altri intrecci da cui giustificare la presenza degli altri elementi architettonici. Si tratta comunque di un'interpretazione senza seguito in ambito accademico.
La tomba di Petosiri, sommo sacerdote di Thot, è stata rinvenuta da Gustave Lefebvre nei primi anni venti, e risale al III secolo a.C., quando era già attestata la conoscenza della sezione aurea da parte dei Greci. In questo caso il rapporto aureo sarebbe riscontrato, sempre dallo stesso Lawlor, in un bassorilievo raffigurante l'imbalsamazione del sacerdote, anche qui in un intricato intreccio di segni geometrici che richiedono un elevato grado di astrazione rispetto alla figura per essere plausibilmente nelle reali intenzioni dell'autore.

#### La Grande piramide
Il caso largamente più dibattuto riguardante l'Egitto è però la presenza della sezione aurea, e di altre proporzioni particolari, nella Piramide di Cheope nella piana di Giza, l'unica delle sette meraviglie a essere giunta fino a noi intatta. Il mito esoterico-numerologico che circonda la Grande piramide nasce probabilmente in seguito all'opera di John Taylor, The great pyramid: why was it built and who built it? (La grande piramide: perché fu costruita e chi la costruì?), pubblicata nel 1859, e suffragata in seguito dallo studioso, astronomo ed egittologo Charles Piazzi Smyth.
Il rapporto aureo sussisterebbe in questo caso fra il semilato della piramide e l'altezza della facciata triangolare costruibile sulla stessa, il che porterebbe a un'inclinazione teorica della facciata pari a 51° 49' circa. La piramide reale aveva un'altezza totale di circa 147 m e lati di 230 m, con una inclinazione della parete di 51° 50' 35", estremamente simile all'inclinazione teorica, e difatti, esplicitando i conti, tra il semilato e l'"altezza" reali:
{\displaystyle {186{,}64\,m \over 115\,m}=1{,}6229}
Si tratta anche questa volta di valore molto vicino; un tale risultato potrebbe effettivamente costituire una prova di una reale conoscenza da parte degli Egizi della sezione aurea, ma potrebbe anche essere un caso fortuito.
Misure lievemente diverse delle dimensioni della piramide presenti alla voce Piramide di Cheope forniscono un risultato ancora più vicino a quello teorico. Infatti avendo come cateti l'altezza della piramide uguale a 146,6 m e con il lato di base di 230,38 m e quindi, altro cateto, il semilato di 115,19 m, applicando il teorema di Pitagora trovo la misura dell'altezza della facciata pari a 186,4411330689 metri con il quale si ottiene, come valore del rapporto tra altezza della facciata e semilato della base della piramide: 1,6185531128 risultato di: 186,4411330689 metri (valore della radice quadrata di 34760,2961 metri quadri) diviso per 115,19 metri, la misura del semilato. Il divario dal valore teorico c'è a partire dalla quarta cifra dopo la virgola.
L'astronomo britannico John Herschel scriveva, citando Erodoto, che la «Piramide [di Cheope] è caratterizzata dalla proprietà di avere ciascuna delle facce uguale al quadrato costruito dell'altezza».
Il rapporto fra altezza {\displaystyle s} della facciata e semilato {\displaystyle a} e uguale a:
{\displaystyle {\frac {s}{a}}=\varphi ;}
e questo perché l'area della triangolare {\displaystyle T} ({\displaystyle =sa}) della facciata è uguale al quadrato dell'altezza della piramide {\displaystyle h^{2}}. Quindi
{\displaystyle sa=h^{2}} → applicando il teorema di Pitagora
{\displaystyle sa=s^{2}-a^{2}} → riordinando e dividendo per {\displaystyle a^{2}}
{\displaystyle \left({\frac {s}{a}}\right)^{2}-{\frac {s}{a}}-1=0} → {\displaystyle x^{2}-x-1=0}
siccome questa è l'equazione della sezione aurea ne discende che essa è connaturata in una piramide che venisse fatta secondo le caratteristiche indicate da Erodoto.
Ora, stante le svariate perplessità circa la corretta interpretazione del passo in questione, si tratterebbe di una spiegazione alternativa all'ipotesi che essa sia stata inserita volontariamente e coscienziosamente nella piramide di Cheope.
Effettivamente le misure della piramide, {\displaystyle 147^{2}=21609} e {\displaystyle 115\cdot 186{,}64=21463{,}6}, sono straordinariamente simili, e parrebbero confermare la citazione, se non fosse che da nessuna parte pure questa trova definitiva conferma.
Non si ritrova infatti nel passo di Erodoto che recita
(Erodoto, Storie, II, 124:5)
Non risulta di fatto alcun riferimento al "quadrato dell'altezza", ma soltanto misurazioni come risultante che da studi condotti da Richard Gillings, Roger Fischler e George Markowsky, ciononostante la sostanziale equivalenza come rilevata nell'erronea interpretazione del passaggio erodoteo esiste nelle dimensioni della piramide, come sopra evidenziato, ma probabilmente pure in questo caso è da ascrivere a cause non legate alla volontà del progettista e forse perfino ignote a quest'ultimo.
Spiegazioni tecniche sono state trovate legate alle modalità di costruzione: una proposta da Gillings, sulla base dei problemi 56 e 60 contenuti nel famoso Papiro di Rhind incentrati sui seked - una unità di misura egiziana dell'inclinazione delle superfici laterali - sostiene che il rapporto aureo deriverebbe dalla necessità tecnica di tenere una certa inclinazione costante della parete durante tutta la costruzione della piramide; l'altra, considerata anche la più attendibile, fornita invece da Kurt Mendelssohn secondo cui gli Egizi utilizzavano due diverse unità di misura: una per grandezze verticali, il cubito, e una per quelle orizzontali, un rullo dal diametro di cubito la cui circonferenza è uguale a pi greco cubiti, dalla combinazione dei due emergerebbe naturalmente il numero aureo.
Sia, quindi, che la presenza della sezione aurea derivi dal tentativo di costruire una piramide con le peculiarità attribuitele da alcuni dagli scritti di Erodoto, sia che derivi da mere contingenze costruttive, appare improbabile che derivi da una precisa e voluta scelta dei progettisti; in sostanza nemmeno la più importante della presunte testimonianze della sua conoscenza da parte degli indizi, trova spiegazioni alternative in grado di spiegarne la sua presenza in via del tutto fortuita e inconscia.

### Il periodo greco

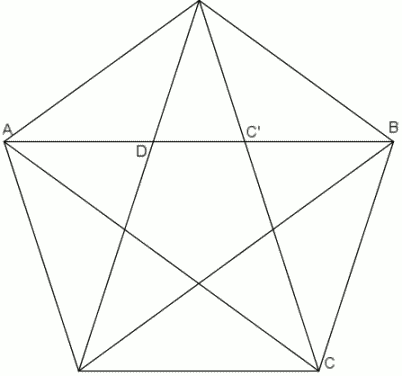
Il pentagono e le sue diagonali

La definizione del rapporto aureo viene fissata attorno al VI secolo a.C., per opera della scuola pitagorica (i discepoli e seguaci di Pitagora), nell'Italia meridionale, dove secondo Giamblico fu scoperto da Ippaso di Metaponto, che associò a esso il concetto di incommensurabilità.
La definizione di rapporto aureo viene ricondotta allo studio del pentagono regolare; il pentagono è un poligono a 5 lati nel cui numero i pitagorici scorsero l'unione del principio maschile e femminile (rispettivamente nella somma del 2 col 3), tanto da considerarlo il numero dell'amore e del matrimonio.
L'aura magica che i pitagorici associavano al numero 5, e a tutto ciò che vi fosse legato, risultava legata anche a considerazioni di tipo astrologico, in particolare al pianeta Venere, archetipo dell'amore e della vita, che nel suo percorso tra la Terra e il Sole disegna in effetti una stella a cinque punte.
La sezione aurea risulta peraltro strettamente connessa con la geometria del pentagono: in particolare il rapporto aureo è pari al rapporto fra la diagonale {\displaystyle {\overline {AB}}} e il lato {\displaystyle {\overline {BC}}}, ma anche fra {\displaystyle {\overline {AB}}} e {\displaystyle {\overline {BD}}} (questo perché in un pentagono regolare il segmento maggiore delimitato dal vertice del pentagono e dall'intersezione con un'altra diagonale è congruente al lato) e fra {\displaystyle {\overline {AC'}}} e {\displaystyle {\overline {AD}}}, e a sua volta {\displaystyle {\overline {AD}}} e {\displaystyle {\overline {DC'}}}, e in un'infinità di relazioni simili, se immaginiamo che nel pentagono centrale possiamo iscrivere una nuova stella a cinque punte (o pentagramma), la quale produrrà a sua volta un nuovo pentagono centrale, in cui ripetere l'iscrizione del pentagramma e così via, seguendo uno schema ricorsivo.
Euclide, intorno al 300 a.C., lasciò la più antica testimonianza scritta sull'argomento. Nel XIII libro dei suoi Elementi, a proposito della costruzione del pentagono, egli fornisce la definizione di divisione di un segmento in ultima e media ragione (in greco antico: ἄκρος καὶ μέσος λόγος?):

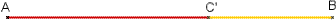
Divisione di un segmento in "media e ultima ragione".

Tale divisione è basata sul semplice concetto di medio proporzionale: un segmento {\displaystyle {\overline {AB}}} è infatti diviso in media e ultima ragione dal punto C' se il segmento {\displaystyle {\overline {AC'}}}ha con {\displaystyle {\overline {AB}}} lo stesso rapporto che {\displaystyle {\overline {C'B}}} ha con esso, ossia se:
{\displaystyle {\frac {\overline {AB}}{\overline {AC'}}}={\frac {\overline {AC'}}{\overline {C'B}}}.}

Immagine del pentagono con evidenziato il "triangolo aureo"

La divisione di un segmento {\displaystyle {\overline {AB}}} in media e ultima ragione può essere effettuata costruendo un pentagono regolare, del quale {\displaystyle {\overline {AB}}} rappresenta una diagonale e disegnandovi all'interno un "triangolo aureo", ossia un triangolo isoscele la cui base corrisponde al lato del pentagono e i lati uguali alle diagonali congiungenti quest'ultimo al vertice opposto (i triangoli adiacenti vengono detti "gnomoni aurei").
L'ampiezza dell'angolo interno del pentagono regolare è di 108°, ciò significa che gli angoli alla base degli gnomoni aurei, anch'essi isosceli, misurano (180°−108°)/2 = 36°, e, per differenza, quelli alla base del triangolo aureo 72°. Se ne ricava che il triangolo aureo ha angoli di ampiezza 36°, 72°, 72°; tracciando la bisettrice di un angolo alla base, si ricava un altro triangolo {\displaystyle {\widehat {DCB}}}, con l'angolo in {\displaystyle D} di 36°; l'angolo in {\displaystyle B} di 72°; il terzo angolo in {\displaystyle C} sarà a sua volta di 72°. {\displaystyle {\widehat {DCB}}} è dunque un altro triangolo aureo.
Per il primo criterio di similitudine sui triangoli, {\displaystyle {\widehat {ABD}}} e {\displaystyle {\widehat {DCB}}} sono triangoli simili; è quindi:
{\displaystyle {\frac {\overline {AB}}{\overline {DB}}}={\frac {\overline {DB}}{\overline {BC}}}.}
D'altra parte, anche il triangolo {\displaystyle {\widehat {ACD}}} è isoscele, perché il suo angolo in {\displaystyle D} è di 36º come l'angolo in {\displaystyle A,} risulta quindi:
{\displaystyle {\overline {AC}}={\overline {DC}}={\overline {DB}},}
ottenendo così:
{\displaystyle {\frac {\overline {AB}}{\overline {AC}}}={\frac {\overline {AC}}{\overline {CB}}}.}
Rinominando il segmento {\displaystyle AC} come {\displaystyle a}, e quello minore {\displaystyle CB} come {\displaystyle b}, possiamo reimpostare la proporzione di Euclide nei più familiari termini algebrici, come segue:
{\displaystyle {a+b \over a}={a \over b}=\varphi .}
Ponendo {\displaystyle a=b\varphi }, e sostituendo, si ha:
{\displaystyle {b\varphi +b \over b\varphi }={b\varphi  \over b}\quad \Rightarrow \quad {b(\varphi +1) \over b\varphi }={b\varphi  \over b}\quad \Rightarrow \quad {\varphi +1 \over \varphi }=\varphi \quad \Rightarrow \quad \varphi +1=\varphi ^{2}\quad \Rightarrow \quad 1=\varphi ^{2}-\varphi ,}
da cui si arriva alla formulazione finale: {\displaystyle \varphi ^{2}-\varphi -1=0}; un'equazione di secondo grado dotata di una sola soluzione positiva:
{\displaystyle \varphi ={\frac {1+{\sqrt {5}}}{2}}\approx 1{,}618033.}

### Da Fibonacci al Rinascimento
Dal declino del periodo ellenistico passarono circa mille anni prima che la sezione aurea tornasse nuovamente a stimolare le menti dei matematici, che in essa rilevarono anche proprietà di natura algebrica, oltre che geometrica.
Nel 1202 Leonardo Fibonacci pubblica il suo Liber abaci, il libro col quale si diffonderanno in Europa le cifre indo-arabe, semplificando le modalità di calcolo nelle operazioni quotidiane.
Nel medesimo libro, Fibonacci introdusse pure per la prima volta, involontariamente, il concetto di successione ricorsiva, con la successione:
{\displaystyle 0,1,1,2,3,5,8,\dots }
in cui ogni termine è la somma dei due precedenti, la successione di Fibonacci:
{\displaystyle 0+1=1;}
{\displaystyle 1+1=2;}
{\displaystyle 1+2=3;}
{\displaystyle 2+3=5;}
{\displaystyle 3+5=8;}
{\displaystyle \quad \vdots }
che può essere riassunta come segue:
{\displaystyle F_{n-2}+F_{n-1}=F_{n}.}
Anche la successione che porta il suo nome resterà indissolubilmente legata alla sezione aurea; la relazione tra queste due tematiche verrà scoperta solo qualche secolo più tardi da un altro matematico durante il Rinascimento.
Il rinnovato interesse per il numero aureo in epoca rinascimentale può essere ascritto a un altro libro, il De Divina Proportione di Luca Pacioli (pubblicato a Venezia nel 1509 e corredato di disegni di solidi platonici di Leonardo da Vinci), nel quale si divulgava a una vasta platea di intellettuali l'esistenza del numero e di alcune delle sue numerose proprietà, fino ad allora appannaggio soltanto di una più ristretta cerchia di specialisti. Il medesimo libro sostituiva inoltre la definizione euclidea, unica dicitura col quale il numero veniva chiamato, reinventandone una completamente nuova, cioè proporzione divina, dove l'aggettivo «divina» è dovuto a un accostamento tra la proprietà di irrazionalità del numero (che lo rende compiutamente inesprimibile per mezzo di una ratio o frazione) e l'inconoscibilità del divino per mezzo della ragione umana:
La relazione tra il numero aureo e la serie di Fibonacci, rimasta ignota anche a Luca Pacioli, fu scoperta nel 1611 da Keplero, come rilevano i seguenti passi di una sua lettera:
Keplero aveva praticamente scoperto che il rapporto fra due numeri consecutivi della successione di Fibonacci approssimava via via, sempre più precisamente, il numero aureo; difatti:
{\displaystyle {\begin{aligned}\vdots &\\{\frac {55}{34}}&={\color {blue}1{,}61}7\,647\\{\frac {89}{55}}&={\color {blue}1{,}618}\,182\\{\frac {144}{89}}&={\color {blue}1{,}61}7\,978\\{\frac {233}{144}}&={\color {blue}1{,}618\,0}56\\{\frac {377}{233}}&={\color {blue}1{,}618\,0}26\\{\frac {610}{377}}&={\color {blue}1{,}618\,03}7\\{\frac {987}{610}}&={\color {blue}1{,}618\,033}\\\vdots &\end{aligned}}}
ma Keplero, quale astronomo, non era forse tanto interessato a dimostrare la fondatezza della sua scoperta, quanto piuttosto a ricercarla nell'architettura dell'universo, nelle sue proprietà "divine"; non a caso concettualizzò un modello eliocentrico in cui le orbite dei pianeti erano inscritte e circoscritte in solidi platonici e di conseguenza legate alla divina proporzione. La dimostrazione fu fornita un secolo più tardi dal matematico Robert Simson. In seguito, Jacques Binet scoprì la formula generatrice della serie di Fibonacci (detta appunto formula di Binet, anche se probabilmente già nota a Eulero):
{\displaystyle F(n)={{\varphi ^{n}-(1-\varphi )^{n}} \over {\sqrt {5}}}.}
Questa formula mostra una successione di indice {\displaystyle n} di espressioni di numeri irrazionali che per ogni valore dell'indice fornisce un numero intero.

### Gli ultimi due secoli
Se per molto tempo la sezione aurea venne conosciuta con la definizione euclidea di proporzione media ed estrema, per poi assumere l'aggettivo divina dopo l'uscita dell'opera di Pacioli, non è altrettanto certa l'origine della sua definizione come "aurea".
Nonostante la diffusa ed errata opinione che tale denominazione fosse in auge fin dall'antica Grecia, studiosi di storia della matematica la collocano più verosimilmente attorno al XV - XVI secolo.. La prima testimonianza scritta rintracciabile sembra risalire solo al 1835 nel libro Die Reine Elementar-Mathematik, in cui il matematico tedesco Martin Ohm scrive «è chiamata "sezione aurea"», specificando così di non esserne l'ideatore ma di usare un'espressione già discretamente diffusa. La nuova denominazione si diffuse largamente nei primi anni dell'Ottocento, trovando sempre maggiori riferimenti nelle opere scritte, prima in tedesco e poi in lingua inglese, facilitando così l'internazionalizzazione della formula ed entrando a pieno titolo nell'ambito culturale accademico, anche inizialmente solo come termine legato ancora alla sfera estetica, prima di essere acquisito a pieno titolo nell'ambito matematico ufficiale, come testimonia un articolo di E. Ackermann intitolato The Golden Section (La Sezione Aurea).
La sezione aurea si diffonde nell'Ottocento anche nel campo dell'arte, comparendo nelle opere di molti artisti in cui contrariamente al passato, se ne può affermare la presenza per ammissione dello stesso artista; particolare contributo alla sua diffusione fu dato dalla convinzione che la proporzione aurea, in particolare il rettangolo aureo, costituisse un canone estetico "naturale", per la sua ricorrenza in natura, e che quindi le sue proporzioni conferissero uno straordinario senso di armonia in tutto ciò che la possedeva.
Non mancarono in tal senso neppure esperimenti psicologici volti proprio ad avvalorare tale tesi, anche se recentemente riprodotti con esiti marcatamente più ambigui e incerti. L'ossessione per la sezione aurea produsse anche serie di ricerche di contenuti originali, come quelle volte a rintracciarne connessione nei mercati azionari, con quella che divenne nota come la teoria delle onde di Ralph Nelson Elliott, o a ritrovare utilizzi pratici surreali come il Modulor.
Sul versante prettamente matematico, nel XX secolo l'avvento del computer e il potenziamento delle capacità di calcolo hanno permesso di ottenere stime sempre più precise del numero irrazionale che rappresenta il rapporto aureo, altrimenti incalcolabile con i soli strumenti della mente umana; il primo tentativo venne effettuato nel 1966 da M. Berg con un IBM 1401, calcolandolo fino alla 4599ª cifra, e successivamente, sempre nello stesso anno, fino alla decimilionesima.
Di seguito viene riportato il valore di {\displaystyle \varphi } fino al 1000º decimale:
1,618033 9887498 9484820 4586834 3656381 1772030 9179805 7628621 3544862 2705260 4628189 0244970 7207204 1893911 3748475 4088075 3868917 5212663 3862223 5369317 9318006 0766726 3544333 8908659 5939582 9056383 2266131 9928290 2678806 7520876 6892501 7116962 0703222 1043216 2695486 2629631 3614438 1497587 0122034 0805887 9544547 4924618 5695364 8644492 4104432 0771344 9470495 6584678 8509874 3394422 1254487 7066478 0915884 6074998 8712400 7652170 5751797 8834166 2562494 0758906 9704000 2812104 2762177 1117778 0531531 7141011 7046665 9914669 7987317 6135600 6708748 0710131 7952368 9427521 9484353 0567830 0228785 6997829 7783478 4587822 8911097 6250030 2696156 1700250 4643382 4377648 6102838 3126833 0372429 2675263 1165339 2473167 1112115 8818638 5133162 0384005 2221657 9128667 5294654 9068113 1715993 4323597 3494985 0904094 7621322 2981017 2610705 9611645 6299098 1629055 5208524 7903524 0602017 2799747 1753427 7759277 8625619 4320827 5051312 1815628 5512224 8093947 1234145 1702237 3580577 2786160 0868838 2952304 5926478 7801788 9921990 2707769 0389532 1968198 6151437 8031499 7411069 2608867 4296226 7575605 2317277 7520353 6139362...

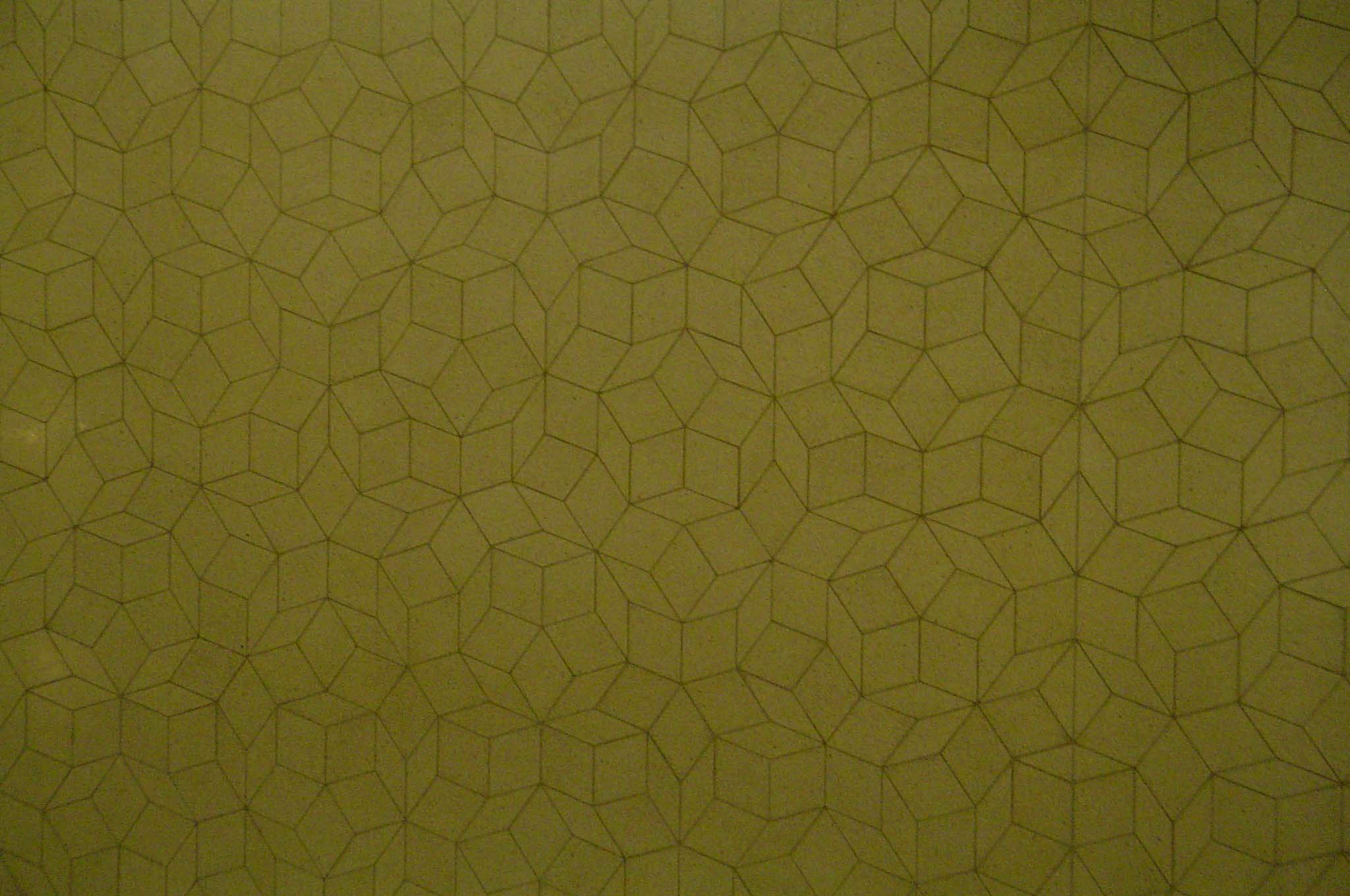
Pavimento decorato a mosaico alla Università di Australia Occidentale con un esempio di tassellatura di Penrose, nello specifico a rombi "larghi" e "stretti"

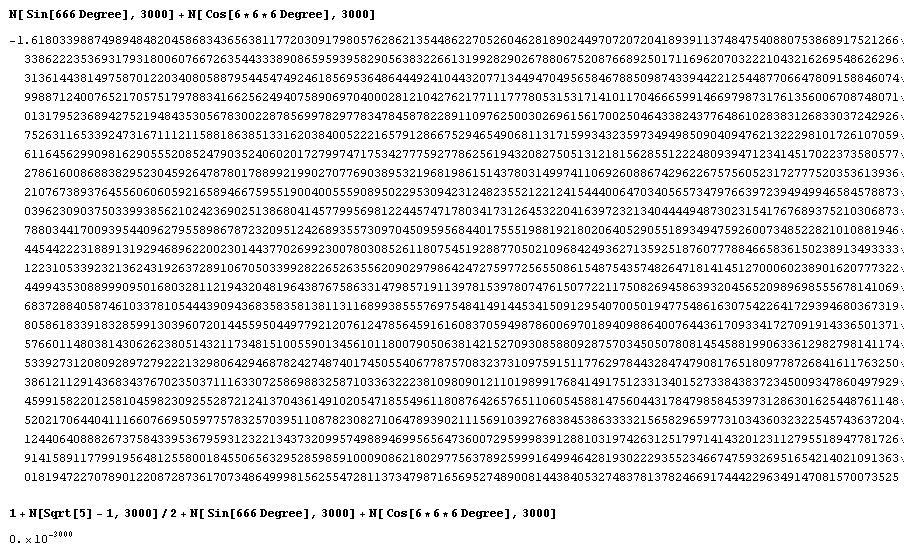
Un'equazione scoperta nel 1994 e le prime 3000 cifre significative di -φ

Nel 1974 il matematico Roger Penrose scoprì, utilizzando figure legate a {\displaystyle \varphi }, la possibilità di una tassellatura a simmetria quintupla, attraverso l'uso di figure diverse, detta tassellatura di Penrose. Ciò che rende detta tassellatura legata alla sezione aurea, non è solo la particolare simmetria legata al pentagono e altrimenti inarrivabile, ma perfino il fatto che le stesse figure sono unicamente basate sul rapporto aureo, e che su grandi superfici il numero stesso delle figure impiegate come rapporto approssima sempre {\displaystyle 1{,}618}; per esempio, prendendo due delle possibili figure di rombi larghi e stretti, il numero di rombi larghi {\displaystyle N_{l}} e quello degli stretti {\displaystyle N_{s}} deve essere tale da {\displaystyle {\frac {N_{l}}{N_{s}}}=\varphi }.
Nel 1976 il matematico Robert Hamman, che aveva già lavorato con Penrose per le sue precedenti scoperte, allargò l'indagine sulla tassellatura al campo tridimensionale, scoprendo che era possibile esaurire similmente anche un volume ricorrendo a dei romboedri, composti dalle stesse forme utilizzate per ricoprire le superfici. La particolarità di questo tassellamento tridimensionale era sempre quella di avere una simmetria simile a quella dell'icosaedro (l'omologa della quintupla bidimensionale del pentagono) se eseguita seguendo determinate regole di giustapposizione. Tale scoperta, apparentemente solo teorica, non fu poi priva di conseguenze, una sua utilizzazione reale avvenne nel 1984, quando Dan Shechtman, studiando alcuni cristalli di un composto di alluminio e manganese, notò che possedevano una simmetria affine; la particolarità saliente era quella di avere rispetto alle altre formazioni cristalline, completamente amorfe oppure regolari, una quasiperiodicità, da cui deriva la successiva riclassificazione degli stessi in quasicristalli.

## Matematica

### Coniugato della sezione aurea
Matematicamente, il numero aureo corrisponde a una delle due possibili soluzioni dell'equazione di secondo grado {\displaystyle x^{2}-x-1=0}, le cui radici sono:
{\displaystyle {\frac {1\pm {\sqrt {5}}}{2}}={\begin{cases}1{,}6180\ldots \\-0{,}6180\ldots \end{cases}}}
Tra le due soluzioni possibili, quella che ha senso a livello geometrico è la radice positiva, ovvero il numero irrazionale 1,618....
In matematica, fino al XX secolo, questo valore veniva indicato con la lettera greca {\displaystyle \tau } (tau): fu il matematico Mark Barr a introdurre l'uso oggi consolidato della {\displaystyle \varphi } (phi) dall'iniziale dello scultore greco Fidia (in greco Φειδίας) che avrebbe usato il rapporto aureo per creare le sculture del Partenone.
La radice negativa dell'equazione, presa in valore assoluto è uguale a {\displaystyle 0,618\dots }; questo valore è indicato con il termine coniugato della sezione aurea
e identificato con la lettera greca {\displaystyle \Phi } (Phi) maiuscola.
Considerare il valore assoluto della radice negativa equivale a scrivere:
{\displaystyle \Phi ={\frac {{\sqrt {5}}-1}{2}}.}
Se effettuiamo il prodotto della sezione aurea per il suo coniugato otteniamo:
{\displaystyle \varphi \cdot \Phi ={\frac {{\sqrt {5}}+1}{2}}{\frac {{\sqrt {5}}-1}{2}}={\frac {5-1}{4}}={\frac {4}{4}}=1.}
Pertanto la sezione aurea {\displaystyle \varphi } e il suo coniugato {\displaystyle \Phi } sono l'uno il reciproco dell'altro:
{\displaystyle \varphi ={\frac {1}{\Phi }}.}

### Particolarità matematiche
Per effettuare la dimostrazione, basta prendere l'equazione originaria e modificarla:
{\displaystyle {1 \over \varphi }=\varphi -1\qquad \varphi ^{2}=\varphi +1.}
Così emerge che il reciproco è uguale alla radice stessa meno l'unità, mentre per il quadrato questa va aggiunta.
Questo vuol dire che sommando e sottraendo il valore {\displaystyle 1} a {\displaystyle \varphi }, si modifica solo la parte intera e non quella frazionaria, che rimane inalterata.
La sezione aurea è l'unico numero non naturale il cui reciproco e il cui quadrato mantengono inalterata la parte decimale.
- {\displaystyle \varphi =1{,}{\color {blue}618\,033\,989\dots };}
- {\displaystyle \varphi ^{2}=2{,}{\color {blue}618\,033\,989\dots };}
- {\displaystyle {1 \over \varphi }=0{,}{\color {blue}618\,033\,989\dots }.}

Anche il coniugato della sezione aurea {\displaystyle \Phi } mantiene inalterata la parte decimale se confrontata con il suo reciproco ma non se confrontata con il suo quadrato (si ottengono i complementi a 9 di ogni cifra decimale):
- {\displaystyle \Phi =0{,}{\color {blue}618\,033\,989\dots };}
- {\displaystyle {1 \over \Phi }=1{,}{\color {blue}618\,033\,989\dots }=\varphi ;}
- {\displaystyle \Phi ^{2}=0{,}381\,966\,010\dots }

Tenendo conto che valgono le relazioni {\displaystyle \varphi ^{2}=\varphi +1} e {\displaystyle \varphi ={\frac {1}{\Phi }}} si ottengono le seguenti equazioni per il coniugato della sezione aurea:
{\displaystyle 1=\Phi +\Phi ^{2}\qquad \Phi ^{2}=1-\Phi \qquad \Phi ^{2}+\Phi -1=0.}
Pertanto le soluzioni ammesse dal polinomio {\displaystyle x^{2}+x-1} sono:
{\displaystyle {\frac {-1\pm {\sqrt {5}}}{2}}={\begin{cases}{\frac {{\sqrt {5}}-1}{2}}=0{,}6180\ldots =\Phi ,\\{\frac {-1-{\sqrt {5}}}{2}}=-1{,}6180\ldots =-{1 \over \Phi }=-\varphi .\end{cases}}}
Tornando alla sezione aurea {\displaystyle \varphi } e tenendo conto che l'unità può anche essere scritta come {\displaystyle \varphi ^{0}}, vale la seguente equazione
{\displaystyle \varphi ^{2}-\varphi ^{1}-\varphi ^{0}=0,}
che moltiplicata per {\displaystyle \varphi ^{n-2}}consente di generalizzarla per qualsiasi potenza del numero aureo:
{\displaystyle \varphi ^{n}-\varphi ^{n-1}-\varphi ^{n-2}=0.}
Quest'ultima equazione dimostra che la sezione aurea {\displaystyle \varphi } è una delle possibili radici di ogni equazione del tipo {\displaystyle x^{n}-x^{n-1}-x^{n-2}=0}.
Considerando {\displaystyle \varphi ^{n}} con {\displaystyle n} grande, si ottengono numeri "quasi interi", ossia molto prossimi a un numero intero: con potenze pari l'approssimazione è per difetto e con potenze dispari per eccesso. Ad esempio:
{\displaystyle \varphi ^{20}\approx 15126{,}999933;}
{\displaystyle \varphi ^{21}\approx 24476{,}000040;}
{\displaystyle \varphi ^{22}\approx 39602{,}9999748.}
Essendo quest'ultima una caratteristica fondamentale dei Numeri di Pisot, la sezione aurea ne rappresenta un caso particolare.
La metà del rapporto aureo è uguale alla funzione seno di 666 misurata in gradi (a meno del segno):
{\displaystyle {\frac {\varphi }{2}}=0{,}{\color {blue}809\,016\,994\,374\,948\dots },}
{\displaystyle \sin(666^{\circ })=-0{,}{\color {blue}809\,016\,994\,374\,948\dots }.}

### Rappresentazioni notevoli
Il numero aureo è legato a due rappresentazioni, per così dire "notevoli", aventi diverse caratteristiche in comune:
- entrambe sono ottenute per mezzo di operazioni ricorrenti;
- l'unico numero che compare nelle operazioni suddette è 1.

Queste proprietà si dimostrano entrambe sfruttando lo stesso procedimento:
{\displaystyle \varphi } può essere ottenuto mediante una successione infinita di radici quadrate sommando ogni volta {\displaystyle 1} al risultato, e poi estraendo nuovamente la radice
poniamo
si nota subito che essendo un processo infinito, la parte sotto radice è ancora uguale a {\displaystyle x^{2}}, per cui:
{\displaystyle x^{2}=1+{\sqrt {x^{2}}},}
e quindi:
{\displaystyle x^{2}=1+x,}
che è l'equazione generatrice di {\displaystyle \varphi }.
{\displaystyle \varphi } può essere il risultato di una frazione continua illimitata, avente tutti i termini uguali a {\displaystyle 1} come denominatore
{\displaystyle \varphi =1+{\frac {1}{1+\cdots }}.}
Poniamo:
{\displaystyle x=1+{\frac {1}{1+\cdots }}.}
Trattandosi di una frazione infinita, si nota che il denominatore è uguale a {\displaystyle x}, per cui:
{\displaystyle x=1+{\frac {1}{x}}.}
Se si moltiplicano entrambi i membri per {\displaystyle x}, si ha:
{\displaystyle x^{2}=x+1,}
che è l'equazione generatrice di {\displaystyle \varphi }.

#### Altre rappresentazioni
- {\displaystyle \varphi ={\sqrt {2+{\sqrt {2-{\sqrt {2+{\sqrt {2-{\sqrt {2+\cdots }}}}}}}}}};}
- {\displaystyle \varphi =1+\sum _{n=1}^{\infty }{\frac {(-1)^{n+1}}{F_{n}\cdot F_{n+1}}}=1+{\frac {1}{1\cdot 1}}-{\frac {1}{1\cdot 2}}+{\frac {1}{2\cdot 3}}+\cdots ;}
- {\displaystyle \varphi =\prod _{n=1}^{\infty }\left(1+{\frac {(-1)^{n}}{F_{n}^{2}}}\right)=\left(1+{\frac {1}{1^{2}}}\right)\left(1-{\frac {1}{2^{2}}}\right)\left(1+{\frac {1}{3^{2}}}\right)\cdots ;}
- {\displaystyle \varphi =2\cos {\frac {\pi }{5}}=2\sin {\frac {3\pi }{10}};}
- {\displaystyle \varphi ={e}^{\operatorname {arsinh} ({\frac {1}{2}})};}
- {\displaystyle \varphi =1+2\sin {\frac {\pi }{10}};}
- {\displaystyle \varphi ={1 \over 2}\csc {\frac {\pi }{10}};}
- {\displaystyle \varphi ={\frac {1}{2}}\sec {\frac {2}{5}}\,\pi ;}
- {\displaystyle \varphi ={\frac {\sin(2\pi /5)}{\sin(1\pi /5)}}.}

### Il numero "più irrazionale"
Un numero irrazionale può essere rappresentato con una frazione continua infinita: troncando la frazione continua a vari livelli e svolgendo i calcoli si ottengono delle frazioni con numeratore e denominatore interi, ossia dei numeri razionali che sono approssimazioni del numero irrazionale di partenza.
Si prenda ad esempio il numero irrazionale {\displaystyle \pi } il cui valore è dato da:
{\displaystyle \pi =3,14159265358979323846264338327950\ldots }
Trattandosi appunto di un numero irrazionale, la sua frazione continua è illimitata ed è rappresentata da:
{\displaystyle \pi =3+{\frac {1}{7+{\frac {1}{15+{\frac {1}{1+{\frac {1}{292+{\frac {1}{1+{\frac {1}{1+{\frac {1}{1+{\frac {1}{2+{\frac {1}{1+{\frac {1}{3+{\frac {1}{1+...}}}}}}}}}}}}}}}}}}}}}}.}
Troncando progressivamente la frazione continua, considerandone cioè i suoi convergenti, ed effettuandone il calcolo decimale otteniamo i seguenti numeri razionali che approssimano {\displaystyle \pi }:
22/7 = 3,1428571428571428571 [3;7]
333/106 = 3,1415094339622641509 [3;7,15]
355/113 = 3,1415929203539823008 [3;7,15,1]
103993/33102 = 3,1415926530119026040 [3;7,15,1,292]
104348/33215 = 3,1415926539214210447 [3;7,15,1,292,1]
208341/66317 = 3,1415926534674367055 [3;7,15,1,292,1,1]
312689/99532 = 3,1415926536189366233 [3;7,15,1,292,1,1,1]
833719/265381 = 3,1415926535810777712 [3;7,15,1,292,1,1,1,2]
1146408/364913 = 3,1415926535914039784 [3;7,15,1,292,1,1,1,2,1]
4272943/1360120 = 3,1415926535893891715 [3;7,15,1,292,1,1,1,2,1,3]
5419351/1725033 = 3,1415926535898153832 [3;7,15,1,292,1,1,1,2,1,3,1]
Confrontando i numeri decimali ottenuti con il valore effettivo di {\displaystyle \pi } e analizzando le cifre in grassetto si nota come i convergenti relativi ai troncamenti effettuati in corrispondenza di termini maggiori dell'unità (15, 292, 2 e 3) presentano un deciso miglioramento nell'approssimazione di {\displaystyle \pi } rispetto al miglioramento ottenuto effettuando il troncamento in corrispondenza dei valori unitari.
Consideriamo ora la sezione aurea {\displaystyle \varphi } il cui valore è dato da:
{\displaystyle \varphi =1,61803398874989484820458683436563\ldots }
La sua frazione continua è data da:
{\displaystyle \varphi =1+{\frac {1}{1+{\frac {1}{1+{\frac {1}{1+{\frac {1}{1+\ldots }}}}}}}}.}
Considerando anche qui i suoi convergenti ed effettuandone il calcolo decimale otteniamo i seguenti numeri razionali che approssimano {\displaystyle \varphi }:
3/2 = 1,5000000000000000000 [1;1,1]
5/3 = 1,6666666666666666666 [1;1,1,1]
8/5 = 1,6000000000000000000 [1;1,1,1,1]
13/8 = 1,6250000000000000000 [1;1,1,1,1,1]
21/13 = 1,6153846153846153846 [1;1,1,1,1,1,1]
34/21 = 1,6190476190476190476 [1;1,1,1,1,1,1,1]
55/34 = 1,6176470588235294117 [1;1,1,1,1,1,1,1,1]
89/55 = 1,6181818181818181818 [1;1,1,1,1,1,1,1,1,1]
144/89 = 1,6179775280898876404 [1;1,1,1,1,1,1,1,1,1,1]
233/144 = 1,6180555555555555555 [1;1,1,1,1,1,1,1,1,1,1,1]
Come si può vedere, i miglioramenti nel passaggio da un convergente all'altro non sono così marcati come nel caso di {\displaystyle \pi }: ciò è dovuto al fatto che non si riesce mai a troncare la frazione continua in corrispondenza di un valore maggiore dell'unità essendo tutti i termini uguali a 1.
A differenza di {\displaystyle \varphi }, tutti gli altri numeri irrazionali presentano, nella frazione continua che li rappresenta, uno o più termini diversi dall'unità in corrispondenza dei quali si riscontrano più decisi miglioramenti nell'approssimazione: proprio questa sua caratteristica è valsa alla sezione aurea l'appellativo di numero più irrazionale tra gli irrazionali.
Una trattazione più rigorosa dell'argomento fa ricorso al teorema di Hurwitz il quale afferma che dato un numero irrazionale esistono infiniti numeri naturali {\displaystyle m} e {\displaystyle n} primi fra loro il cui rapporto {\displaystyle m/n} approssima il numero irrazionale con uno scarto inferiore a {\displaystyle 1/({\sqrt {5}}n^{2})}. Quindi, tra i convergenti di {\displaystyle \pi } sopra elencati ce ne sono alcuni (ad esempio {\displaystyle 104348/33215}) che lo approssimano con uno scarto inferiore a {\displaystyle 1/({\sqrt {5}}n^{2})} dove {\displaystyle n} è il denominatore del rapporto. Altrettanto vale per {\displaystyle \varphi } (si prenda ad esempio {\displaystyle 233/144}). Ma come si era già potuto constatare con il ragionamento precedente, i denominatori di {\displaystyle \pi } crescono in maniera più marcata rispetto a quelli di {\displaystyle \varphi }: da ciò discende che le approssimazioni razionali di {\displaystyle \pi } convergono più rapidamente rispetto a quelle di {\displaystyle \varphi }, in perfetto accordo con quanto esposto in precedenza.

### Relazione con la successione di Fibonacci
È stato già detto che facendo il rapporto di due numeri consecutivi di Fibonacci, questo approssima sempre meglio il numero aureo, man mano che si procede nella successione; provare questo equivale a provare che il limite della successione del rapporto fra numeri di Fibonacci consecutivi è {\displaystyle \varphi }, ossia:
{\displaystyle \lim _{n\to \infty }{\frac {F_{n+1}}{F_{n}}}=\varphi .}
La relazione può essere dimostrata per induzione: supponiamo che le precedenti frazioni convergano a un valore definito {\displaystyle x}. La serie di Fibonacci è una serie ricorsiva i cui termini sono uguali a:
{\displaystyle F_{n+1}=F_{n}+F_{n-1}.}
Possiamo quindi riscrivere il limite come:
{\displaystyle {\frac {F_{n}+F_{n-1}}{F_{n}}}=1+{\frac {F_{n-1}}{F_{n}}},}
cioè uguale a {\displaystyle 1} più il reciproco della frazione, che mediante il passaggio al limite, di cui omettiamo i segni, possiamo riscrivere come segue
{\displaystyle x=1+{\frac {1}{x}},}
che risolta dà {\displaystyle \varphi .}
La funzione generatrice della serie si basa proprio su {\displaystyle \varphi }:
{\displaystyle F_{n}={{\varphi ^{n}-(1-\varphi )^{n}} \over {\sqrt {5}}}.}
Essendo {\displaystyle (1-\varphi )^{n}} minore di {\displaystyle 1} in valore assoluto, per {\displaystyle n'} che diventa sempre più grande essa diventa una quantità così prossima a zero da risultare ininfluente nella somma algebrica, tanto che per {\displaystyle n} grande i numeri della successione di Fibonacci possono essere approssimati con:
{\displaystyle F_{n}\approx {\varphi ^{n} \over {\sqrt {5}}}}
analogamente a quanto visto precedentemente, soltanto che in questo caso i numeri quasi interi sono ottenuti dopo la divisione di un altro numero irrazionale {\displaystyle {\sqrt {5}}}.
Inoltre abbiamo:
{\displaystyle \sum _{n=1}^{\infty }|F_{n}\varphi -F_{n+1}|=\varphi .}

### Relazione con altre successioni
Data una qualsiasi successione {\displaystyle a_{n}} tale che {\displaystyle a_{n+1}=a_{n}+a_{n-1}} e con {\displaystyle a_{1}}, {\displaystyle a_{2}}∈ {\displaystyle \mathbb {N} }, costruita quindi come la successione di Fibonacci ma partendo da numeri iniziali diversi da 1, (come ad es. 4, 6, 10, 16, 26, 42, ...), allora:
{\displaystyle \lim _{n\to \infty }{\frac {a_{n+1}}{a_{n}}}=\varphi .}
Dimostrazione
Ogni numero {\displaystyle a_{n}} è la somma dei due precedenti che a loro volta sono la somma dei due a loro precedenti e così via, per cui ogni {\displaystyle a_{n}} è esprimibie come somma di un certo numero di volte a1 più un certo numero di volte a2. Ad esempio:
{\displaystyle a_{5}=a_{4}+a_{3}=a_{3}+a_{2}+a_{2}+a_{1}=a_{2}+a_{1}+a_{2}+a_{2}+a_{1}=3a_{2}+2a_{1}.}
Di fatto, detto {\displaystyle F_{n}} l'ennesimo numero di Fibonacci, con {\displaystyle F_{1}=F_{2}=1}, {\displaystyle \forall {n}>2} succede che :
{\displaystyle a_{n}=F_{n-1}a_{2}+F_{n-2}a_{1}}
Per cui
{\displaystyle \lim _{n\to \infty }{\frac {a_{n+1}}{a_{n}}}=\lim _{n\to \infty }{\frac {F_{n}a_{2}+F_{n-1}a_{1}}{F_{n-1}a_{2}+F_{n-2}a_{1}}}=}
che,
- separando i 2 addendi del numeratore
- dividendo numeratore e denominatore della prima frazione per {\displaystyle a_{2}}
- dividendo numeratore e denominatore della seconda frazione per {\displaystyle a_{1}F_{n-1}}

diventa
{\displaystyle =\lim _{n\to \infty }\left({\frac {F_{n}}{F_{n-1}+F_{n-2}{\frac {a_{1}}{a_{2}}}}}+{\frac {1}{{\frac {a_{2}}{a_{1}}}+{\frac {F_{n-2}}{F_{n}-1}}}}\right)=\lim _{n\to \infty }{\frac {F_{n}}{F_{n-1}+F_{n-2}{\frac {a_{1}}{a_{2}}}}}+{\frac {1}{{\frac {a_{2}}{a_{1}}}+{\frac {1}{\varphi }}}}=}
{\displaystyle =\lim _{n\to \infty }{\frac {F_{n}}{F_{n-1}+F_{n-2}{\frac {a_{1}}{a_{2}}}}}+{\frac {\varphi a_{1}}{\varphi a_{2}+{a_{1}}}}=}
che
- utilizzando le formule di Binet per i numeri di Fibonacci
- semplificando alcuni fattori comuni a numeratore e denominatore
- tenendo conto che {\displaystyle \left|{\frac {1-{\sqrt {5}}}{1+{\sqrt {5}}}}\right|<1} e quindi {\displaystyle \lim _{n\to \infty }\left|{\frac {1-{\sqrt {5}}}{1+{\sqrt {5}}}}\right|^{n}=0}

diventa
{\displaystyle ={\frac {\varphi ^{2}}{\varphi +{\frac {a_{1}}{a_{2}}}}}+{\frac {\varphi a_{1}}{\varphi a_{2}+a_{1}}}={\frac {a_{2}\varphi ^{2}+\varphi a_{1}}{a_{2}\varphi +a_{1}}}=\varphi }

### Relazione con π
Srinivasa Ramanujan e G. H. Hardy scoprirono una relazione che lega attraverso una frazione continua e un numero infinito, due numeri fondamentali come la irrazionale sezione aurea {\displaystyle \varphi } e {\displaystyle \pi }, il trascendente pi greco:
{\displaystyle {\sqrt {\varphi +2}}-\varphi ={\cfrac {e^{-2\pi /5}}{1+{\cfrac {e^{-2\pi }}{1+{\cfrac {e^{-4\pi }}{1+{\cfrac {e^{-6\pi }}{1+\,\cdots }}}}}}}}=0{,}2840\ldots }
dove {\displaystyle \varphi ={\frac {1+{\sqrt {5}}}{2}}.}
Nel 1997 Bailey, D., Borwein, P. and Plouffe scoprirono una delle BBP formule:
{\displaystyle \pi ={\frac {5{\sqrt {2+\phi }}}{2\phi }}\sum _{n=0}^{\infty }\left({\frac {1}{2\phi }}\right)^{5n}\left({\frac {1}{5n+1}}+{\frac {1}{2\phi ^{2}\left(5n+2\right)}}-{\frac {1}{2^{2}\phi ^{3}(5n+3)}}-{\frac {1}{2^{3}\phi ^{3}(5n+4)}}\right).}

### Potenze di φ
Ecco qui alcuni rapporti notevoli interni a {\displaystyle \varphi } stesso con delle sue potenze:
- {\displaystyle \varphi ^{2}=\varphi +1;}
- {\displaystyle \varphi ^{3}={\frac {\varphi +1}{\varphi -1}};}
- {\displaystyle \varphi ^{-1}=\varphi -1;}
- {\displaystyle \varphi ^{-2}=2-\varphi .}

Elementi di regolarità nelle potenze di {\displaystyle \varphi } si hanno anche con la serie di Fibonacci; per esempio, se invece del rapporto tra due elementi successivi si prende un passo maggiore, il limite di questo convergerà sicuramente verso un {\displaystyle \varphi ^{p}}, e precisamente:
{\displaystyle \lim _{n\to \infty }{\frac {F_{n+p}}{F_{n}}}=\varphi ^{p}.}
Si ha inoltre:
{\displaystyle \varphi ^{n}=F_{n}\varphi +F_{n-1},}
Per alti valori dell'esponente, le potenze di {\displaystyle \varphi } possono essere considerate con buona approssimazione numeri naturali.
La sezione aurea presenta proprietà particolari se utilizzata come base di un sistema di numerazione.

### Metodi di approssimazione e espansione decimale

Approssimando φ, è possibile calcolarne un numero arbitrario di cifre decimali

Nonostante la sezione aurea possa essere compiutamente riportata in termini numerici con la nota formula {\displaystyle \scriptstyle {\frac {1+{\sqrt {5}}}{2}}} la presenza della radice di 5, ne decreta, attraverso l'irrazionalità, l'impossibilità di conoscerne tutta la parte decimale, il che determina che essa può essere soltanto approssimata con maggior grado di precisione da frazioni sempre più grandi oppure mediante algoritmi iterativi.
Il primo metodo più conosciuto è senz'altro quello di sfruttare il legame con i numeri di Fibonacci, attraverso quest'altra ormai nota formula {\displaystyle \scriptstyle {{\frac {F_{n+1}}{F_{n}}}=\varphi }} il cui grado di approssimazione sempre migliore misurabile con la differenza dal limite effettivo calcolabile con questa formula {\displaystyle \scriptstyle {\frac {(-1)^{n}}{\varphi ^{2n}-(-1)^{n}}}}. Rimane ovviamente sempre l'inconveniente di dover preliminarmente calcolare valori sempre maggiori della successione.
Assai meno calcoli preliminari, richiede invece il calcolo mediante il metodo più classico della frazione continua, come precedentemente visto, il cui grado di approssimazione può essere solo stimato, risalendo alla frazione corrispondente {\displaystyle \scriptstyle {\frac {m}{n}}}, inferiore a {\displaystyle \scriptstyle {1 \over n^{2}{\sqrt {5}}}}; se non fosse come già spiegato che si tratta della frazione continua più lenta in assoluto.

### Geometria

Pentagono regolare e sue diagonali

La sezione aurea ricorre abbastanza frequentemente in geometria, particolarmente nelle figure a geometria pentagonale. Nel pentagono regolare e nel pentagramma emerge naturalmente, e per questo, come abbiamo già detto, venne scoperto dai Greci, nel rapporto fra la diagonale e il lato o, nel secondo caso, fra il lato del pentagono interno e il lato della punta stellata.

Dodecaedro regolare

Si ritrova pure nel decagono come rapporto fra la misura del raggio della circonferenza circoscritta e del lato, o ancora, trasferendoci nella geometria solida, anche nel dodecaedro, un poligono a dodici pentagoni, e nell'icosaedro, entrambi solidi platonici.
Esistono inoltre dei poligoni definibili aurei, poiché presentano in alcune delle loro parti il rapporto aureo; il caso più emblematico è senz'altro il rettangolo aureo, seguito dal triangolo aureo:
|  |  |  |

Nel rettangolo il rapporto è rintracciabile fra il lato corto e quello lungo, mentre nel triangolo fra la base e i lati uguali; inoltre in entrambe le figure si può notare che sono ricavabili una successione di figure simili sempre più piccole con fattore {\displaystyle \varphi }di rimpicciolimento rispetto a quella più esterna; nel rettangolo aureo inoltre è possibile verificare che la sequenza "converge" verso un punto di fuga che non si raggiungerà mai, denominato dal matematico Clifford A. Pickover l'occhio di Dio, probabilmente rifacendosi alla definizione di "divina" data alla proporzione da Pacioli.
Lavorando sulle successioni inoltre è possibile ricavare una sorta di spirale, denominata spirale aurea, anch'essa legata all'omonima sezione, ma di cui questa rappresenta soltanto una buona approssimazione formata da quarti di cerchio; così come avviene nel caso rettangolo, dove in questo caso la spirale approssimante, si avvicina a quella aurea, a volte tangendola e altre sovrapponendosi ed entrambe tendendo verso un polo asintotico coincidente con lo stesso «occhio di Dio».
Sempre in ambito geometrico la sezione aurea trova un ruolo importante anche nella composizione di alcuni frattali, ove adottandolo come coefficiente di omotetia sarebbe in grado di assicurare la massima frattalizzazione della figura prima che le sue parti inizino a sovrapporsi. Nel caso dei frattali che riescono a simulare forme naturali, come un albero, per esempio, che rappresenta il grado di ottimalità massima per ottenere la maggiore superficie di chioma senza sovrapposizione; a tal proposito prende proprio il nome di albero aureo, una particolare forma di albero di Barnsley con valore pari a {\displaystyle \varphi }.

#### Costruzione geometrica con riga e compasso

La sezione aurea può essere costruita geometricamente, con riga e compasso, assegnato un qualsiasi segmento {\displaystyle AB}, ed è possibile agire in due modi:
1. dividere il segmento dato nella proporzione media (cioè nel medio proporzionale) e in quella estrema (cioè il sotto-segmento minore che compare all'estremità sinistra nella proporzione);
2. creare dal medesimo un segmento in proporzione media ed estrema, ossia creare, a partire da quello assegnato, un nuovo segmento (diviso in proporzione media ed estrema) di cui quello assegnato è sotto-segmento in proporzione media, e il sotto-segmento complementare è la ragione estrema.

Nel primo caso una possibile divisione del segmento è indicata da Euclide alla Prop. 30, libro VI dei suoi Elementi, tuttavia esiste un modo molto più semplice:
dato un segmento {\displaystyle AB}, si traccia la perpendicolare in {\displaystyle B} di lunghezza {\displaystyle CB}, pari a {\displaystyle AB/2}, si traccia poi l'ipotenusa {\displaystyle AC}del triangolo rettangolo così disegnato e su di essa si segna il punto {\displaystyle E}, ove passa la circonferenza di centro {\displaystyle C}e raggio {\displaystyle CB}. Si riporta ora il segno con raggio {\displaystyle AE} su {\displaystyle AB}definendo il segmento {\displaystyle AE'}medio proporzionale rispetto ad {\displaystyle AB} e {\displaystyle E'B}.
Per la dimostrazione si può procedere in due modi:
Primo metodo
Per il teorema delle tangenti e delle secanti si ha che {\displaystyle AB} è medio proporzionale rispetto a {\displaystyle AE} e {\displaystyle AD}:
{\displaystyle AD:AB=AB:AE.}
Per le proprietà delle proporzioni:
{\displaystyle (AD-AB):AB=(AB-AE):AE.}
Da cui si ha, ricordando che {\displaystyle AE=AE'}:
{\displaystyle AE':AB=E'B:AE'}
{\displaystyle AB:AE'=AE':E'B.}
Secondo metodo
Definendo {\displaystyle {\overline {AB}}=1} e {\displaystyle {\overline {BC}}={\frac {\overline {AB}}{2}}={\frac {1}{2}}}
si ha, per il teorema di Pitagora:
{\displaystyle {\overline {AC}}={\sqrt {{\overline {AB}}^{2}+{\overline {BC}}^{2}}}={\sqrt {1^{2}+\left({\frac {1}{2}}\right)^{2}}}={\sqrt {1+{\frac {1}{4}}}}={\sqrt {\frac {5}{4}}}={\frac {\sqrt {5}}{2}}.}
Quindi, {\displaystyle {\overline {AC}}-{\overline {BC}}} risulta {\displaystyle {\frac {\sqrt {5}}{2}}-{\frac {1}{2}}={\frac {{\sqrt {5}}-1}{2}}} che equivale a {\displaystyle {\frac {1}{\varphi }}}. Ma, come visto, {\displaystyle {\frac {1}{\varphi }}=\varphi -1}, e {\displaystyle 1} è proprio la misura del segmento {\displaystyle AB}. Abbiamo perciò che {\displaystyle \varphi ={\overline {AE'}}+{\overline {AB}}}. Per provare che questi tre segmenti soddisfano la proporzione aurea basta vedere che {\displaystyle {\frac {\varphi }{\overline {AB}}}={\frac {\overline {AB}}{\overline {AE'}}}} , cioè che {\displaystyle {\frac {\varphi }{1}}={\frac {1}{\frac {1}{\varphi }}}\implies {\frac {\varphi }{1}}=\varphi }, il che prova l'asserto, ovvero che i segmenti {\displaystyle AE'}, {\displaystyle AB} e {\displaystyle \varphi } soddisfano la proporzione aurea. Ne viene che {\displaystyle AE'} è la sezione aurea di {\displaystyle AB}.
Per il secondo caso invece si procede diversamente, utilizzando di fondo lo stesso metodo attraverso cui si ottiene un rettangolo aureo.

Dato un segmento {\displaystyle AB} si traccia la perpendicolare {\displaystyle DB} di lunghezza pari ad {\displaystyle AB}; da questo punto, quindi, si trova il punto medio {\displaystyle C} del segmento interessato e puntandovi, con apertura pari all'ipotenusa {\displaystyle CD}, si riporta la lunghezza sul prosieguo del segmento, trovando così {\displaystyle BD'}, per il quale {\displaystyle AB} rappresenta il medio proporzionale rispetto alla loro somma {\displaystyle AD'}.
Per un'agevole dimostrazione algebrica se attribuiamo al segmento {\displaystyle AB} valore unitario, cioè {\displaystyle 1};
{\displaystyle AC={\frac {1}{2}}.}
Mentre {\displaystyle DC} similmente, per il teorema di Pitagora, vale:
{\displaystyle {\sqrt {1^{2}+\left({\frac {1}{2}}\right)^{2}}}={\frac {\sqrt {5}}{2}}.}
Sommando i due si ricava:
{\displaystyle {\frac {1+{\sqrt {5}}}{2}},}
che è la stessa soluzione dell'equazione generatrice del numero aureo.

## Psicologia

Un esempio di rettangolo aureo.

Nell'Ottocento incominciarono i primi studi psicologici volti ad attestare la superiorità estetica della sezione aurea, in particolar modo le ricerche si concentrarono sulla preferenza estetica per il rettangolo aureo, che fra tutti i derivati geometrici della divina proporzione sembra essere quello maggiormente presente nelle opere d'arte.
Fu in particolare Gustav Fechner, fondatore della psicologia sperimentale, che nel suo Manuale di estetica (Vorschule der Aesthetik), edito nel 1879, pubblicò i risultati dei suoi esperimenti condotti sia sulle persone, testando le loro preferenze estetiche, sia sul campo, misurando migliaia di oggetti d'uso quotidiano per far emergere la testimonianza di una tendenza inconscia verso la proporzione aurea; Fechner non esitò dall'asserire che vi era una dimostrata preferenza per il rettangolo aureo, e quindi per la sezione aurea. Nel corso del XX secolo gli studi fechneriani sono stati oggetto di verifiche e revisioni, e in alcuni casi completati e migliorati specie laddove presentavano delle lacune.

## La sezione aurea nell'arte

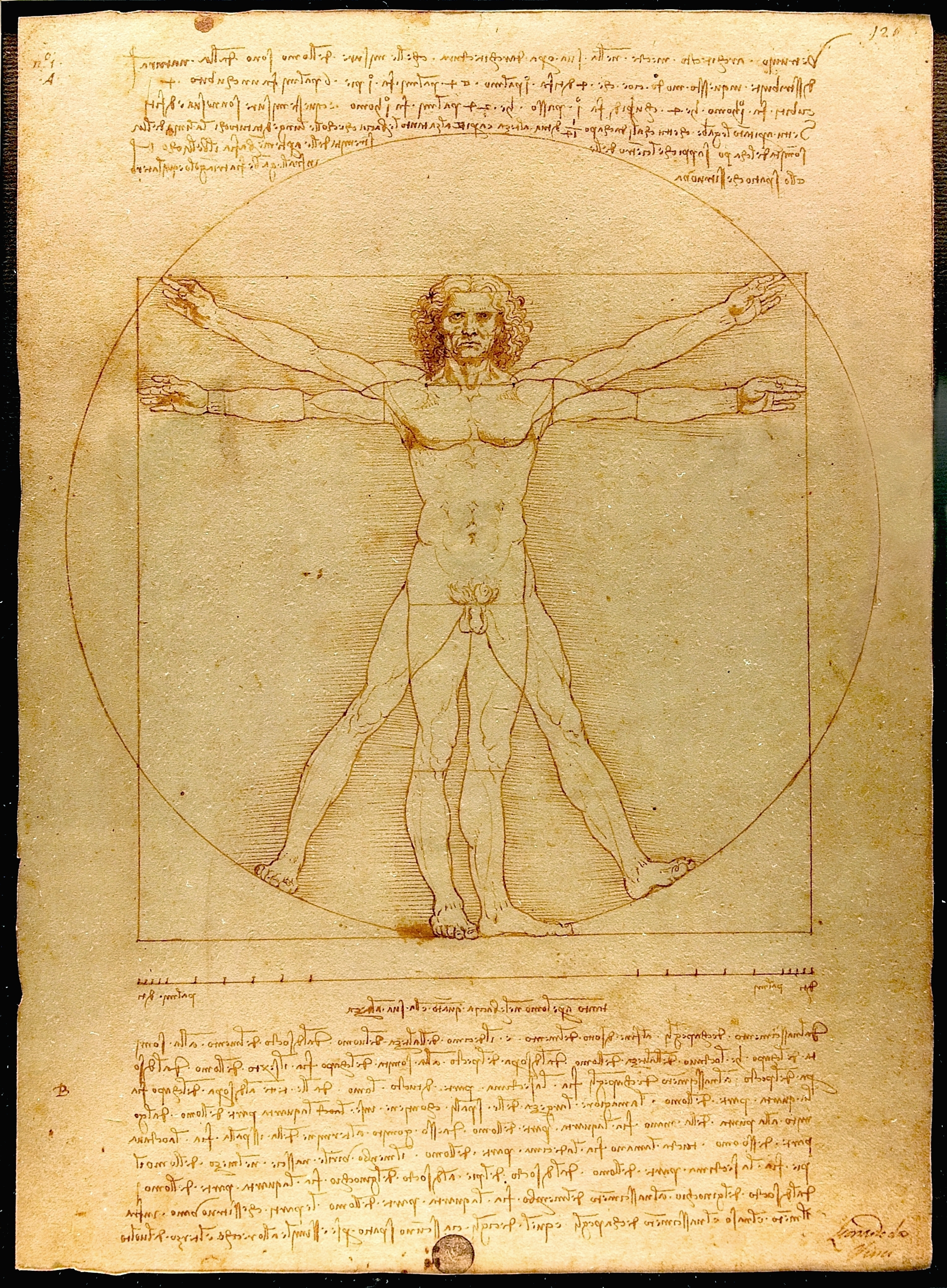
L'Uomo Vitruviano, Studio di proporzionalità di un corpo umano (Leonardo da Vinci, circa 1500, Venezia, Gallerie dell'Accademia): inscritto in un quadrato e in un cerchio, rivela l'esistenza di rapporti matematici nelle proporzioni del corpo umano, e quindi simbolo della corrispondenza tra macrocosmo e microcosmo. In esso, il rapporto tra il lato del quadrato e il raggio del cerchio è aureo.

Molto spesso capita che nelle opere di diversi artisti venga riscontrata la presenza della sezione aurea, in particolar modo sotto forma di rettangolo aureo, ad esempio nell'architettura greca, nella costruzione delle chiese medioevali, nei dipinti rinascimentali. Già Vitruvio, architetto romano del I secolo a.C., aveva studiato quali dovessero essere le proporzioni ideali di un canone estetico, rilevando ad esempio che l'altezza di una figura umana doveva risultare uguale all'apertura delle sue braccia, e che la stessa figura potesse essere iscritta in un cerchio. Diversi artisti si cimenteranno nella riproduzione dell'uomo ideale delineato da Vitruvio, fino a Leonardo.

### Pittura
In La geometria segreta dei pittori, Charles Bouleau sostenne la tesi di una diffusissima presenza della sezione aurea nei pittori prerinascimentali, quali Giotto, Duccio e Cimabue, quindi in un'epoca anche precedente la pubblicazione del De Divina Proportione.
La sezione aurea sarebbe stata inoltre incorporata da Leonardo da Vinci all'interno di alcuni dei suoi dipinti e capolavori più famosi, tra cui appunto l'Uomo di Vitruvio, San Gerolamo, La Vergine delle Rocce, l'Annunciazione, la Testa di vecchio e la celebre Monna Lisa. In questo caso, la presenza della sezione aurea è più plausibile per la sua collaborazione con Luca Pacioli nella stesura del De Divina Proportione, anche se alcuni dei dipinti citati risultano di molto precedenti al periodo di collaborazione fra i due umanisti, iniziatosi nel 1496 a Milano presso Ludovico il Moro; fa eccezione la Gioconda, sulla quale il dibattito accademico però risulta ancora aperto, perché il rapporto aureo sarebbe da rintracciare all'interno di un rettangolo aureo i cui riferimenti non sarebbero ben definiti.

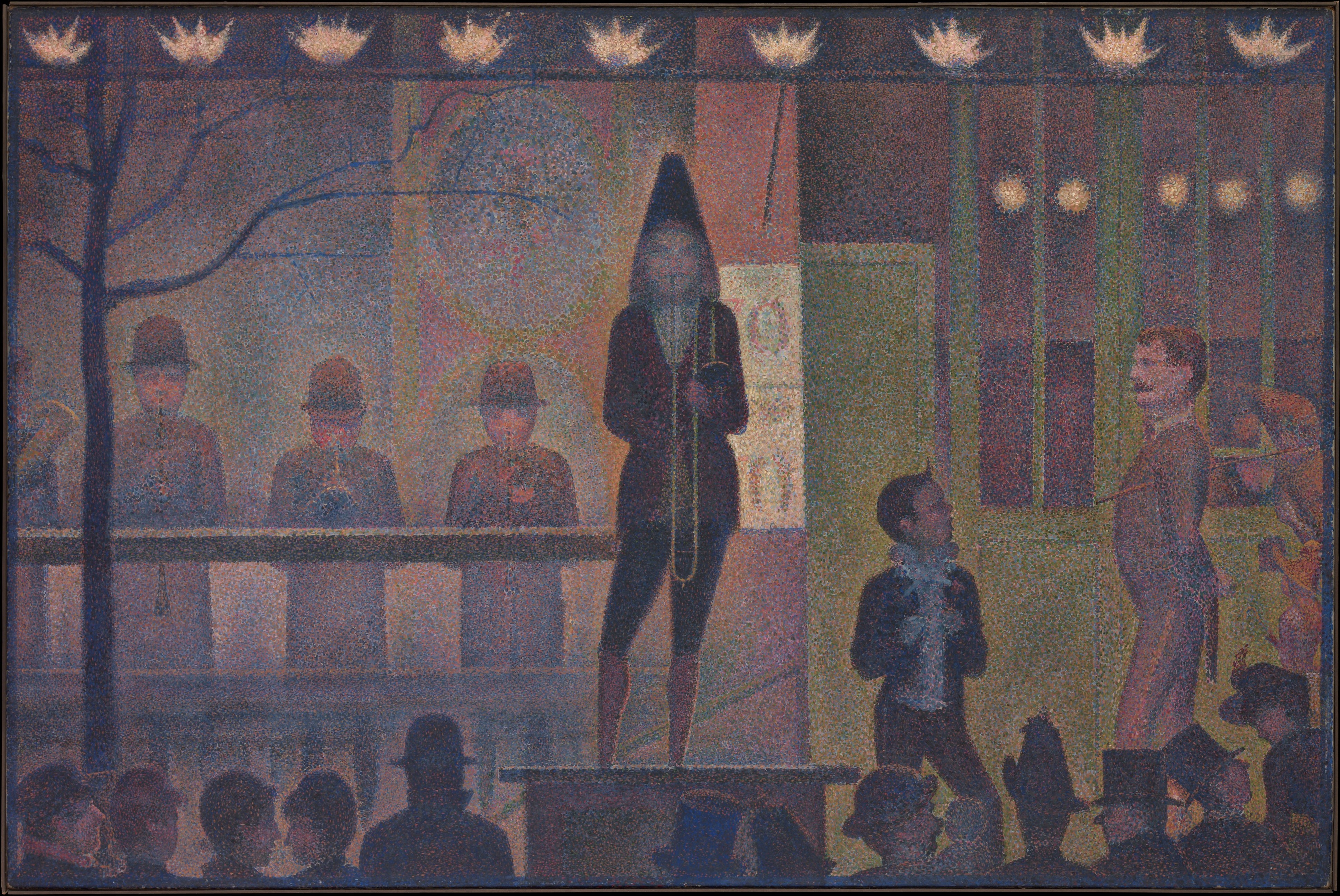
La parata del circo (1888) di Georges Seurat

In epoca più recente, il pittore francese Georges Seurat nutriva una naturale propensione per una pittura spaziale dove il rilievo geometrico, si carica, nelle prospettive dell'artista, di una valenza emozionale che egli intende trasmettere facendo un particolare uso di tratti verticali, orizzontali e angoli retti; pur mancando un'ammissione dell'artista di avere fatto esplicito uso della proporzione aurea, a sostegno vengono spesso citati diversi studi sulle proporzioni di dipinti come La parade de cirque. In quest'ultimo caso, un massiccio aiuto alla diffusione del "mito" sarebbero stati alcuni scritti di Matila Ghyka. Stesse cose avrebbe affermato il matematico inglese David Bergamini nel suo libro Mathematics, curato nel 1963 dai redattori di Life Magazine.
Altri diversi artisti fecero esplicito uso della sezione aurea nelle loro opere: uno dei primi fu senz'altro Paul Sérusier (1864 - 1927) per sua stessa ammissione. È probabile che Sérusier abbia appreso della sezione aurea da un altro pittore amico suo, l'olandese Jan Werkade, durante una visita avvenuta nel 1896, quando andò a trovarlo presso un monastero di Benedettini a Beuron, nella Germania meridionale; nell'occasione un gruppo di monaci stava ricavando una serie di opere a sfondo religioso basandosi su un Padre Didier Lenzdi riguardanti particolari «misure sacre» tra cui vi era ovviamente la sezione aurea.
Dopo Sérusier la conoscenza della sezione aurea si diffuse a molti artisti, e non poté mancare di trovare degna posizione anche all'interno del cubismo, come dimostra il nome di una mostra, la Section d'Or, tenuta a Parigi nel 1912 da alcuni dei primi esponenti del movimento pittorico, benché nessuna delle opere presentate al suo interno contenesse alcun legame con {\displaystyle \varphi }. Tuttavia non mancarono pittori cubisti che ne fecero realmente uso, come lo spagnolo Juan Gris e lo scultore lituano Jacques Lipchitz; i due fra l'altro lavorarono assieme alla creazione della scultura Arlequin basata su un particolare triangolo aureo ideato da Keplero. Spostandoci in Italia troviamo invece Gino Severini che lo utilizzo nei primi anni venti e più tardi Mario Merz, che ha realizzato un largo numero di opere nelle quali la progressione numerica di Fibonacci dialoga con la linea a spirale (es. Un segno nel Foro di Cesare, 2003).
Oltre oceano, negli Stati Uniti troviamo Jay Hambidge che, all'inizio del Novecento teorizzò due tipi di arte moderna: una a "simmetria statica", basata su forme geometriche, e una invece "dinamica" basata sulla sezione aurea e la spirale logaritmica. Oltre Manica invece abbiamo, sempre agli inizi del secolo, Anthony Hill (1930) che si ispirò al numero aureo in una serie di opere denominate sotto relief construction; un altro artista, l'israeliano Yigal Tumarkin, addirittura inserì in una sua opera direttamente la formula {\displaystyle \scriptstyle {\frac {1+{\sqrt {5}}}{2}}}.
La sezione aurea sembra essere stata utilizzata anche dall'olandese Piet Mondrian, che fece prettamente uso di forme rettangolari e linee verticali e orizzontali per comporre le sue opere. Si è discusso se questi dipinti celassero più o meno velati riferimenti o proporzioni auree; ciononostante non si hanno riscontri diretti da parte dell'artista, né dei suoi principali esperti, ad esempio il critico Yve-Alain Bois ha escluso tale ipotesi.

### Architettura (Modulor)
Nell'architettura del XX secolo, una delle più interessanti applicazioni della sezione aurea fu senz'altro segnata dalla nascita del Modulor, letteralmente "modulo d'oro" derivato dal nome francese.
L'ideatore fu l'architetto svizzero Le Corbusier che si prefisse di utilizzare la sezione aurea e la successione di Fibonacci quale sistema su cui basare le proporzioni di tutti gli spazi dedicati alla vita dell'uomo con l'intento di creare uno standard che fosse allo stesso tempo armonico e funzionale alle esigenze del vivere quotidiano; l'idea sottostante era che poiché era possibile riscontrare la sezione aurea nelle proporzioni del corpo umano, nonché in altri svariati esempi naturali, questa potesse essere la base ottimale su cui strutturare tutto l'ambiente circostante, in modo che risultasse armonico e armonizzato a esso secondo una presupposta regola naturale, identificata appunto nella proporzione aurea. L'idea di armonia implicita cela ancora una volta la concezione di un'estetica superiore legata alla sezione aurea.
Lo stesso Le Corbusier utilizzò gli schemi del Modulor in diversi suoi progetti, come nella costruzione di alcune strutture governative nella città di Chandigarh in India. Nel suo complesso, però, il Modulor non trovò grande seguito presso altri architetti, anzi fu molto spesso oggetto di critiche che ne decretarono man mano l'insuccesso.
In Italia, l'architetto Giuseppe Terragni l'ha usata nella progettazione di alcuni edifici razionalisti.

### Musica
La musica ha numerosi legami con la matematica, e molti ritengono che in essa sia centrale il ruolo della sezione aurea. A sostegno di tale tesi vengono spesso richiamate alcune particolarità strutturali di determinati strumenti come il violino e il pianoforte.
Nel caso del violino alcuni ritengono che la piacevolezza del suono derivi dalle sapienti capacità dei liutai di costruire la sua cassa armonica secondo particolari geometrie; per esempio l'arco che ne costituisce la base avrebbe, in molti casi, il suo centro di curvatura proprio in posizione aurea rispetto alla lunghezza complessiva dello strumento, inoltre anche lo stesso Stradivari si sa per certo che cercasse di posizionare gli occhielli del violino sempre in tale posizione; non vi sono però conferme sul fatto che tali accorgimenti conferiscano effettivamente un suono "migliore" allo strumento, che non possano essere invece attribuiti alla lavorazione dei materiali o alla scelta degli stessi.

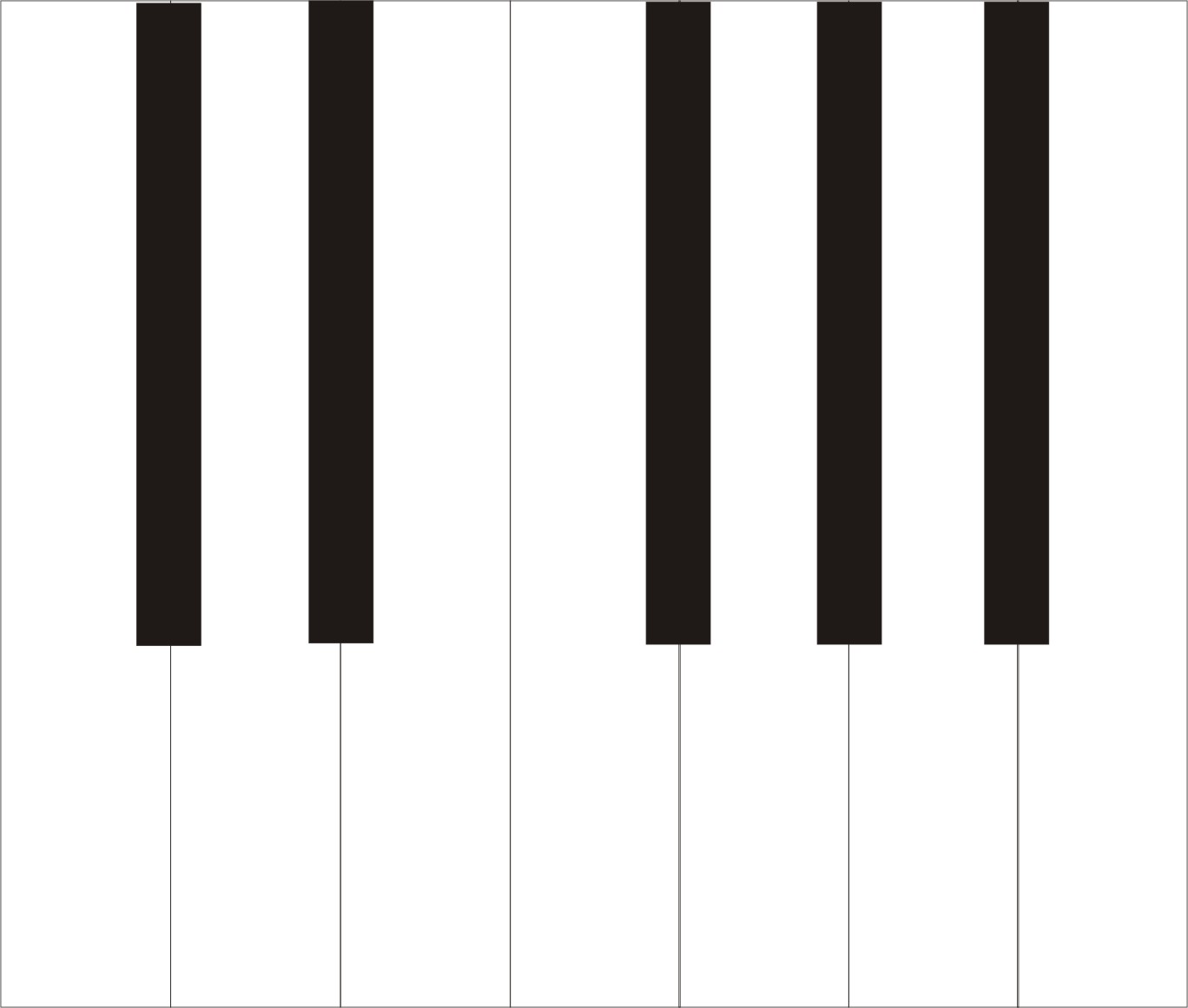

Nel pianoforte, invece, particolare rilievo viene dato alla struttura della tastiera, in special modo con parallelismi fra i numeri di questa e quelli di Fibonacci. I tredici tasti delle ottave, distinti in otto bianchi e cinque neri, a loro volta divisi in gruppi da due e tre tasti ciascuno; 2, 3, 5, 8, 13 appartengono infatti tutti alla successione di Fibonacci, ma anche in questo caso, ancor più che nel precedente, si tratta di una mera coincidenza che non può neppure essere attribuita a una specifica volontà del costruttore, trattandosi di una soluzione motivata unicamente dall'evoluzione strutturale dello strumento.
In passato si è fatto notare, che molti degli intervalli musicali naturali sarebbero riducibili a frazioni in termini di numeri di Fibonacci (una sesta maggiore di La e Do 5/3, una sesta minore di Do e Mi 8/5).
Già Pitagora aveva osservato che gli accordi musicali ottenuti da corde le cui lunghezze siano in rapporto come numeri interi piccoli risultino particolarmente gradite all'orecchio. Tuttavia, i motivi per cui tali rapporti sono particolarmente consonanti, sono spiegati (almeno in parte) dall'acustica, non hanno praticamente alcuna connessione con la serie di Fibonacci.
Sul piano compositivo la sezione aurea attraverso la serie di Fibonacci può, ovviamente, essere rapportata a qualsiasi unità di misura concernente la musica, cioè durata temporale di un brano, numero di note o di battute. Per esempio Paul Larson nel 1978 sostenne di aver riscontrato nei Kyrie contenuti nel Liber Usualis, il rapporto aureo a livello delle proporzioni melodiche; medesime considerazioni sono sempre state fatte per le opere di Mozart, anche se recentemente John Putz, matematico all'Alma College, persuaso di tale teoria specialmente per quanto riguarda le sonate per pianoforte, riscontrò un risultato soddisfacente soltanto per la Sonata n. 1 in Do maggiore.
Questo è quello che hanno fatto, per esempio, Béla Bartók (1881-1945) in alcune delle sue maggiori composizioni (come la Musica per Archi, Percussioni e Celesta) e Claude Debussy (1862-1918), il quale era particolarmente attratto dalla sezione aurea, citata da lui come le divin nombre nella raccolta Estampes (1903) e usata, tra gli altri, nella composizione dei brani La Mer (1905) e Cathédrale Engloutie.
Quest'ultimo, in particolare, è un preludio per pianoforte di 89 battute, di cui le prime 68 hanno un tempo doppio delle restanti 21: in altre parole, alla battuta 68 il brano rallenta e la durata delle note si dimezza. L'effetto prodotto all'ascolto, quindi, riduce le battute di questa prima sezione a 34, e il brano ha una lunghezza percepita da chi lo ascolta di 55 battute, vale a dire la sezione aurea di 89. Questo è uno dei tanti esempi che si possono citare per descrivere l'applicazione del concetto di sezione aurea all'interno delle composizioni musicali di Debussy. Il pianista Roy Howat ha analizzato altri brani di Debussy come Reflets dans l'eau, L'isle joyeuse (oltre al già citato La Mer) riscontrando in ognuno varie applicazioni delle tecniche succitate.
Bartók e Debussy sono solo due tra i compositori che hanno usato in musica il concetto di sezione aurea, ma se ne potrebbero menzionare molti altri, tutti operanti tra la fine del XIX secolo e il XX secolo. In epoche più recenti, musicisti quali Stockhausen, Pierre Barbaud, Iannis Xenakis, facendo evolvere i precedenti utilizzi della matematica in musica, hanno introdotto un utilizzo più strutturato della matematica (soprattutto il calcolo delle probabilità e del computer per la composizione musicale). Xenakis in particolare ha fondato a tale fine, a Parigi nel 1972, un gruppo di ricerca universitario chiamato CEMAMU, che ha appunto come obiettivo l'applicazione delle conoscenze scientifiche moderne e del computer alla composizione musicale e alla creazione di nuovi suoni tramite sintetizzatori.
Sofija Gubajdulina ha utilizzato frequentemente la serie di Fibonacci nelle sue opere - ad esempio nella Sinfonia "Stimmen... Verstummen...", in Perception, nel pezzo per percussioni All'inizio era il ritmo, nel coro Omaggio a Marina Cvetaeva, nel trio Quasi hoquetus, nella sonata Et exspecto e altre. Va sottolineato che la compositrice ha fatto ricorso alla serie di Fibonacci quale regola per organizzare il ritmo, generale o particolare, delle sue opere: "La Sezione Aurea è stata impiegata [...] in due sensi: nella struttura intervallare e in quella ritmica. Delle due a me interessa particolarmente la seconda. Se si interpreta la struttura intervallare con le cifre occorre prendere il semitono come unità di misura. [...] Certamente i numeri 3-5-8, e quindi anche gli intervalli che essi rappresentano, sono disposti in una sequenza che è quella della serie di Fibonacci. Ma su questo tipo di applicazione io ho alcuni dubbi, perché gli intervalli in questione sono considerati all'interno del sistema temperato, [...] un sistema artificiale. La serie di Fibonacci si applica invece al sistema del mondo, in una parola a quella natura che viene violata dall'artificio del sistema temperato. L'uso della serie di Fibonacci nel sistema ritmico mi sembra invece giusto e naturale perché il ritmo è legato alla naturalità del nostro respiro."
Anche la musica rock, specialmente nel cosiddetto rock progressivo, si è confrontata con gli aspetti "mistici" della sezione aurea, e più precisamente dalla serie di Fibonacci. L'esempio più emblematico è la musica dei Genesis, che hanno usato assiduamente la serie fibonacciana nella costruzione armonico-temporale dei loro brani: Firth of Fifth è tutto basato su numeri aurei: ad esempio ci sono assoli di 55, 34, 13 battute, di questi alcuni sono formati da 144 note, ecc. Oltre ai Genesis, altre rock band hanno usato, seppure più sporadicamente, i numeri aurei nelle loro composizioni. Fra questi i Deep Purple nel brano Child in Time e i Dream Theater nell'album Octavarium, interamente concepito secondo il rapporto tra i numeri 8 e 5 e termini consecutivi della sequenza di Fibonacci. Risale invece al 2001 Lateralus, album della band statunitense Tool che contiene il singolo omonimo Lateralus costruito fedelmente sulla serie di Fibonacci, e sulla proprietà rigenerativa del rettangolo aureo che si sviluppa in una forma a spirale, quale fondo ritmico dell'essere e della vita.

### Letteratura
Persino nella letteratura è stato rintracciato il rapporto aureo, più specificatamente in poesia. Ci sarebbero due modi per poterlo rintracciare: come idea ispiratrice dell'opera, oppure come principio organizzatore della struttura ritmica che dona al componimento le sue decantate doti di armonia. Unica opera, tra l'altro a sfondo umoristico, realmente appartenente al primo caso è una poesia del matematico Paul Bruckman intitolata Media costante, pubblicata nel 1977 sulla rivista matematica Fibonacci quarterly, dove in versi vengono decantate le principali proprietà algebriche del numero, il cui nome viene tradotto per l'occasione in "media aurea".
Riguardo alla seconda possibilità circa la presenza della sezione aurea in poesia, sono state fatte alcune elucubrazioni sulla Eneide di Virgilio; un docente dell'università di Princeton, George Duckworth, affermò in un suo saggio, edito nel 1962, che il poeta latino avrebbe strutturato il testo sezionandolo in parti "minori" e "maggiori" che avrebbero rispettato il rapporto aureo. Ora, Duckworth individua queste parti in modo apparentemente oggettivo, ovvero in base al carattere prevalente del loro contenuto sia questo di dialogo o di narrazione o descrizione; concludendo poi che il numero dei versi è tale da approssimare il rapporto aureo. Nel 1981 tali dati vennero rianalizzati da Leonard Curchin e dal matematico Roger Fishler, i quali dimostrarono che l'analisi era innanzitutto viziata da un fatto: che prendendo due numeri disuguali {\displaystyle M} (maggiore) e {\displaystyle m} (minore), il rapporto {\displaystyle \scriptstyle {\frac {(M+m)}{M}}} è più vicino a {\displaystyle \varphi } di quanto non lo sia {\displaystyle \scriptstyle {\frac {M}{m}}}; e Duckworth avrebbe preso a sostegno della propria ipotesi soltanto la prima frazione, escludendo la seconda.

### Cinema e televisione
- Il cartone animato di Walt Disney del 1959 Paperino nel mondo della matemagica illustra dove è possibile trovare la sezione aurea in natura e nell'architettura.
- L'episodio Capolavoro della follia della serie Criminal Minds, trasmesso da Raidue il 7 ottobre 2012, è dedicato alla sezione aurea.
- Se ne parla nel film Pi greco - Il teorema del delirio del 1998 di Darren Aronofsky.
- Il telefilm Touch basa gran parte della sua trama sulla sezione aurea e la successione di Fibonacci.
- Il cortometraggio Limerence del 2012 tratta il tema delle proporzioni auree nel corpo umano, nella natura e nella musica.

### Fotografia
Molti fotografi famosi sono noti per il loro uso della sezione aurea in fotografia.

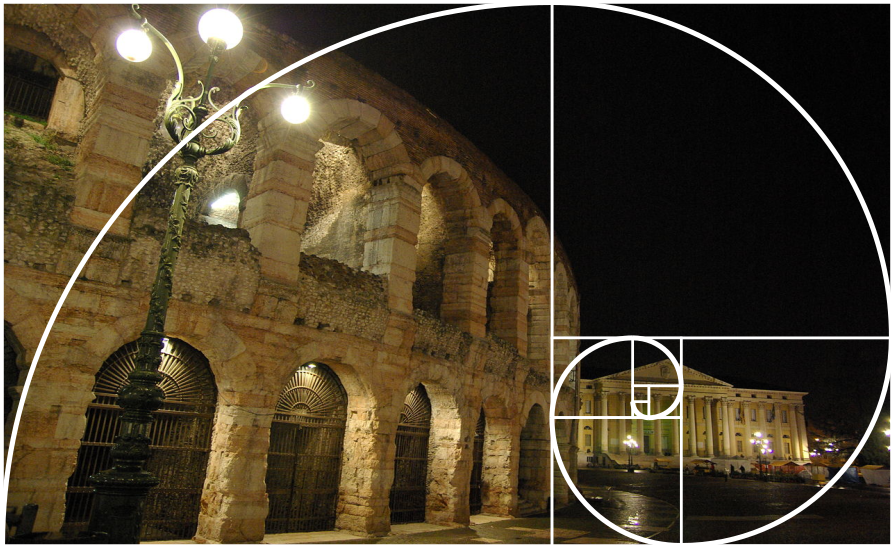
Esempio di uso della sezione aurea in fotografia

### Graphic design
Anche il graphic design è un campo in cui è usata la sezione aurea.

Proporzioni ideali in un manoscritto medievale. Secondo Jan Tschichold: "Proporzione pagina 2:3. Proporzioni margine 1:1:2:3. Area di testo proporzionata nella sezione aurea".

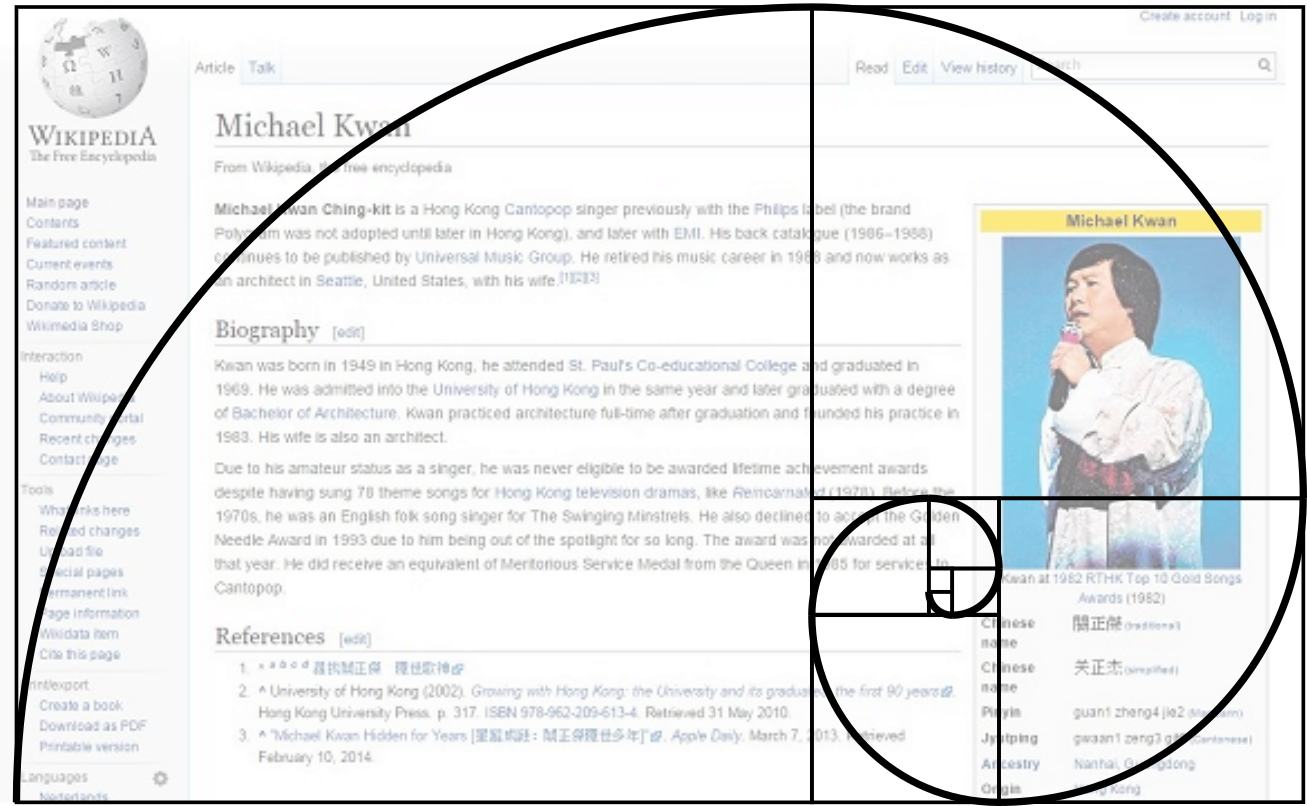
Esempio di sezione aurea nell'impaginazione

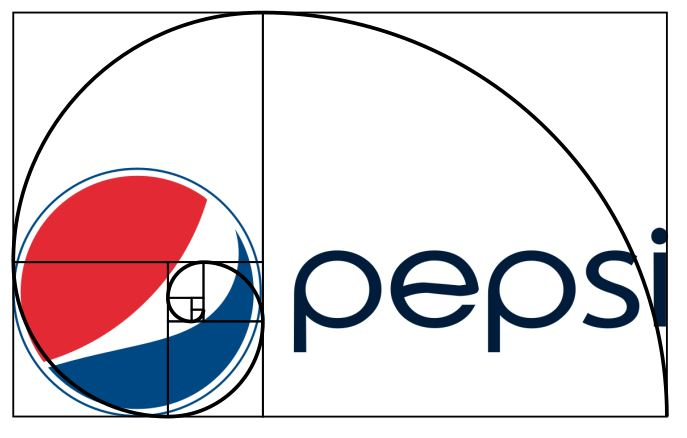
Esempio di uso della sezione aurea in un logo

Bandiera del Togo, le cui proporzioni utilizzano il rapporto aureo

## Botanica

Le foglie, numerate da 1 a 10 in base all'ordine di formazione, si dispongono a formare una spirale

In natura uno degli esempi più significativi di utilizzo della sezione aurea è rappresentato dagli studi sulla disposizione geometrica delle foglie e delle infiorescenze di alcune piante (fillotassi).

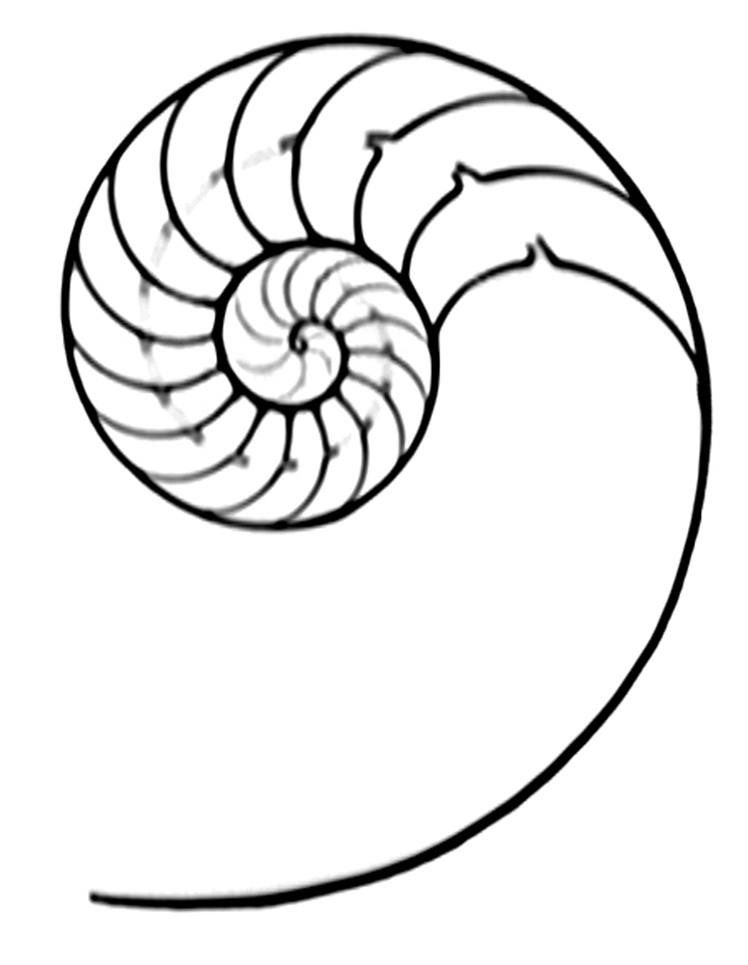
Un esempio di spirale aurea presente nella conchiglia di un particolare mollusco, il Nautilus, la cui struttura si accresce progressivamente in dimensioni, pur mantenendo la stessa forma originaria.

Nel XIX secolo i fratelli Louis e Auguste Bravais, botanico il primo e cristallografo il secondo, osservarono che in alcune piante le foglie si dispongono sul fusto secondo una spirale vegetativa, in cui l'angolo tra due foglie successive è pressoché costante ed è di circa 137,5°. Tale angolo, corrispondente all'angolo aureo, garantisce un utilizzo ottimale della luce solare. Diversi altri esempi sono stati rinvenuti in natura, dai petali dei fiori, il cui numero appartiene di solito alla successione di Fibonacci, alle forme anatomiche umane, dalla geometria delle foglie alle stelle marine, dalla spirale aurea dei nautilus a quella delle galassie.

## Medicina
Recentemente la sezione aurea è stata trovata essere anche alla base di importanti proporzioni tra parametri medici e parametri relativi al movimento umano. Nel 2013 è stato scoperto che durante il passo il rapporto tra la fase di appoggio (chiamata in inglese stance) e la fase di oscillazione dell'arto inferiore (quando il piede avanza e non è in contatto con il terreno, chiamata in inglese swing) è pari al rapporto aureo. Questo comporta una serie di proporzionalità delle fasi del passo che probabilmente ne semplifica il controllo da parte del sistema nervoso centrale. Soggetti con patologie neurologiche hanno alterato questo rapporto. Analogamente anche il rapporto tra le fasi cardiache diastolica e sistolica è stato scoperto essere prossimo al rapporto aureo.

## Galleria d'immagini

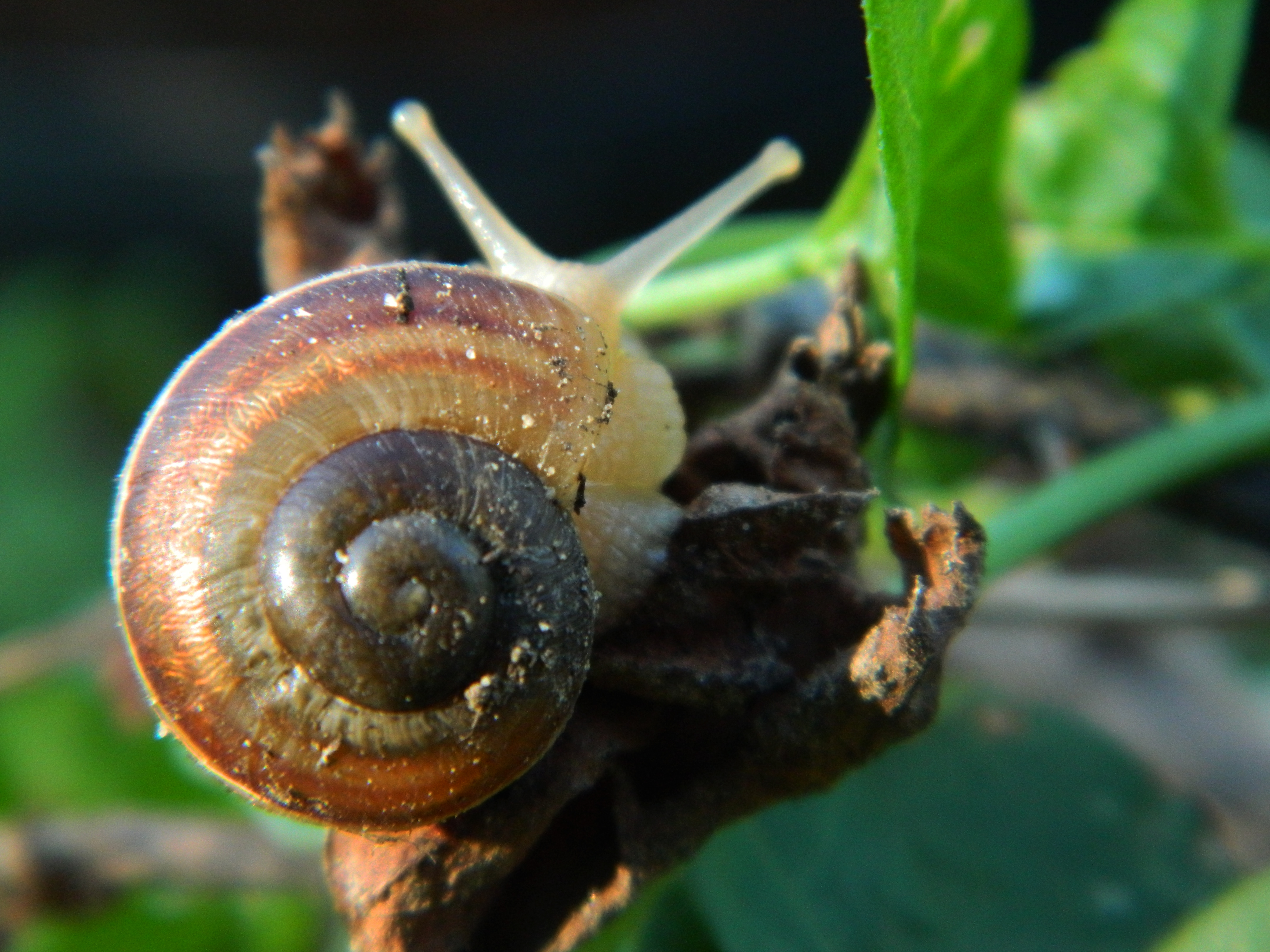
Guscio di chiocciola.
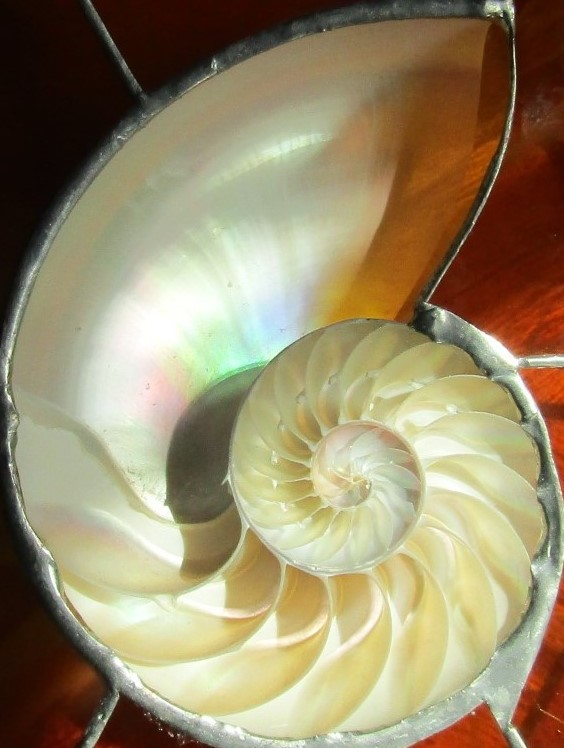
Nautilus, genere di molluschi cefalopodi tetrabranchiati
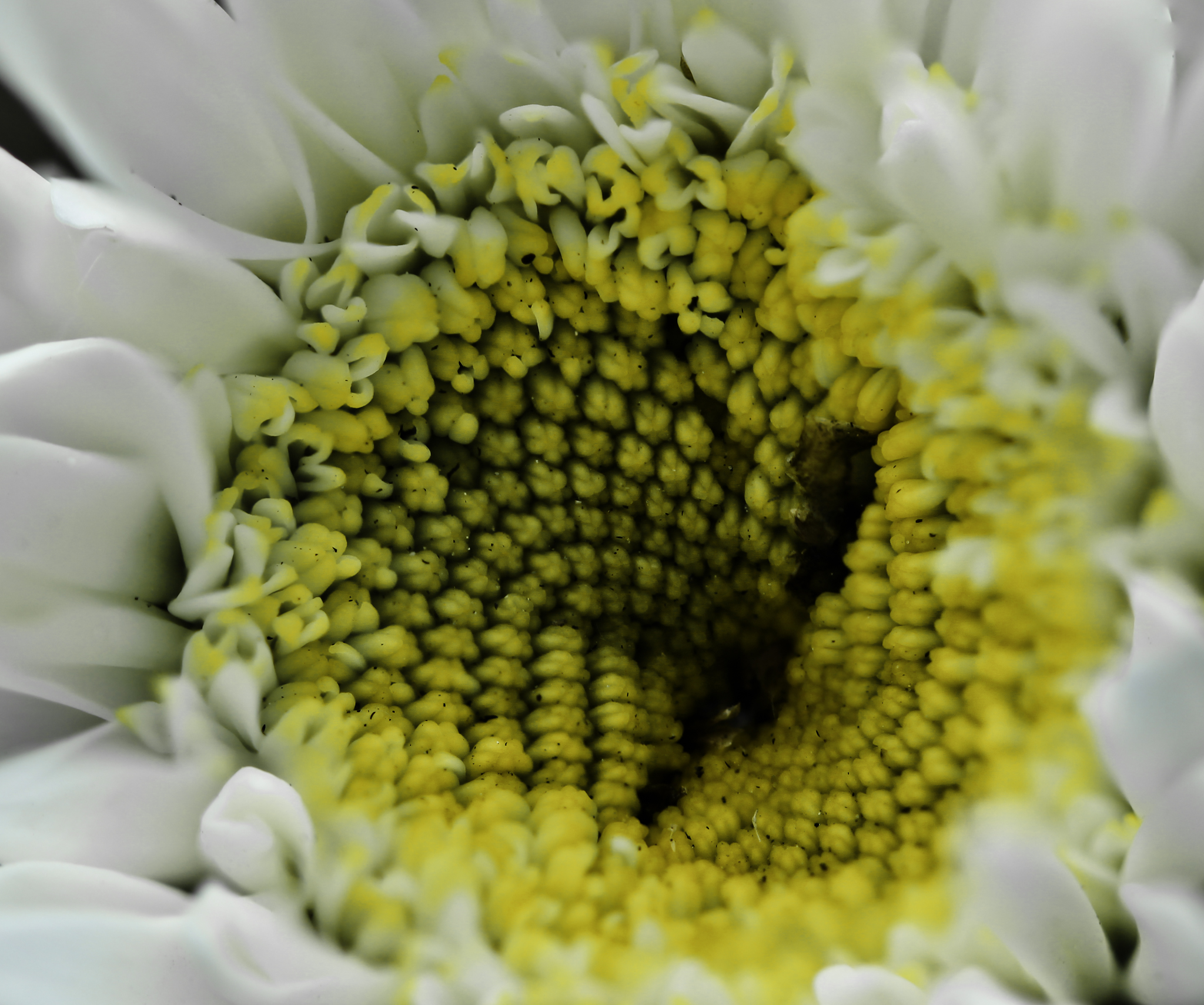
Una vista ravvicinata di un fiore, che illustra la sezione aurea.
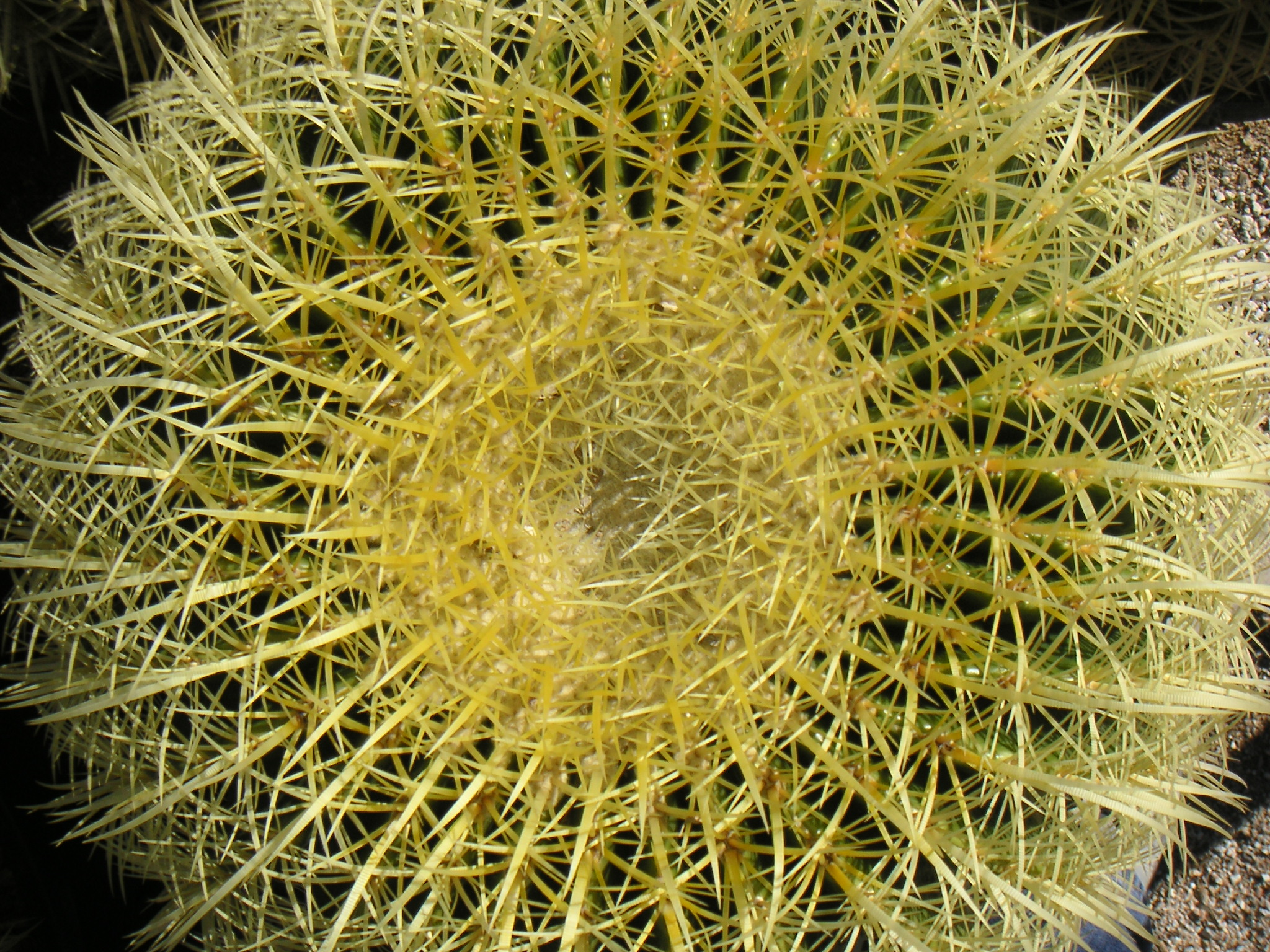
Echinocactus grusoni
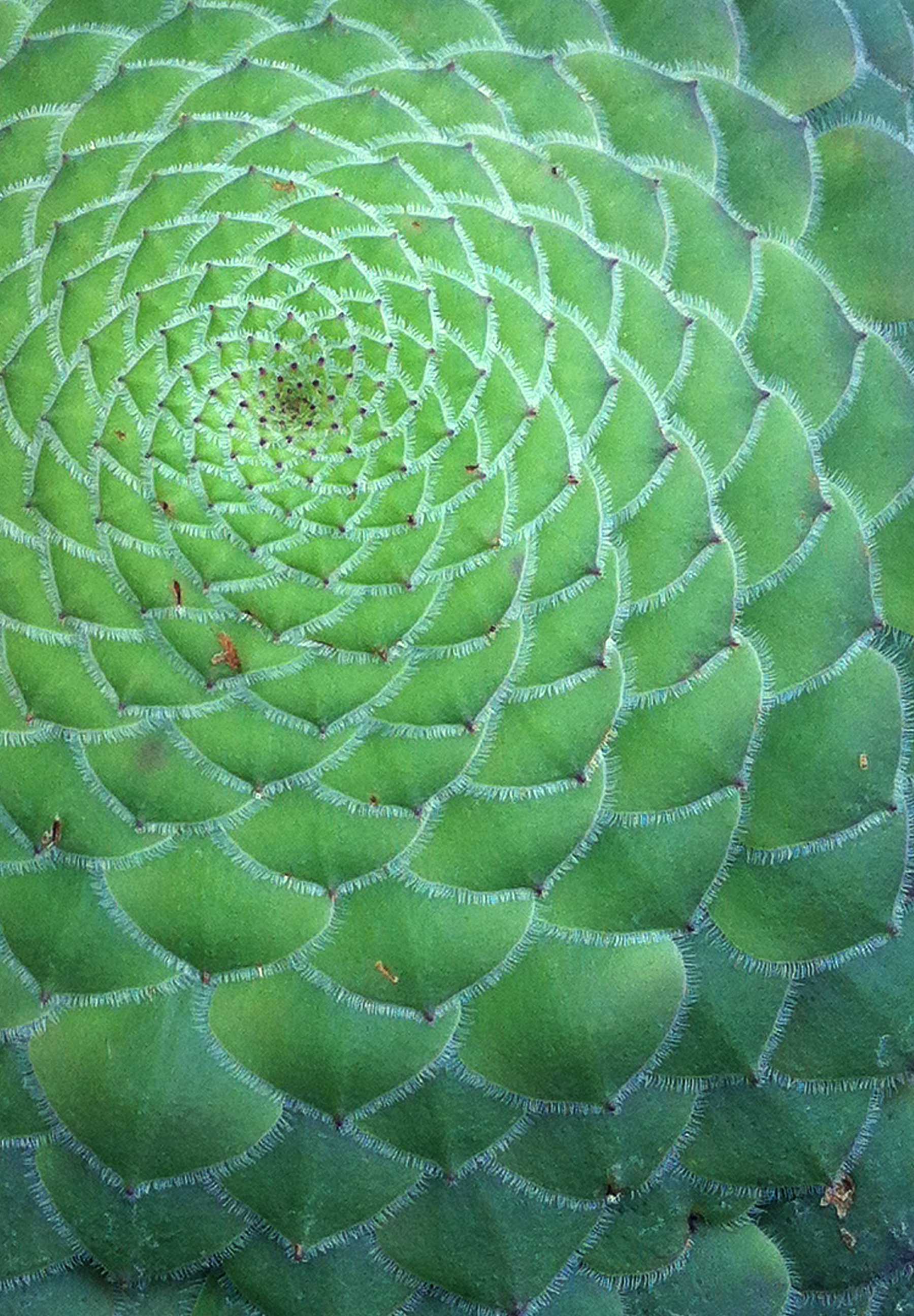
Aeonium tabuliforme
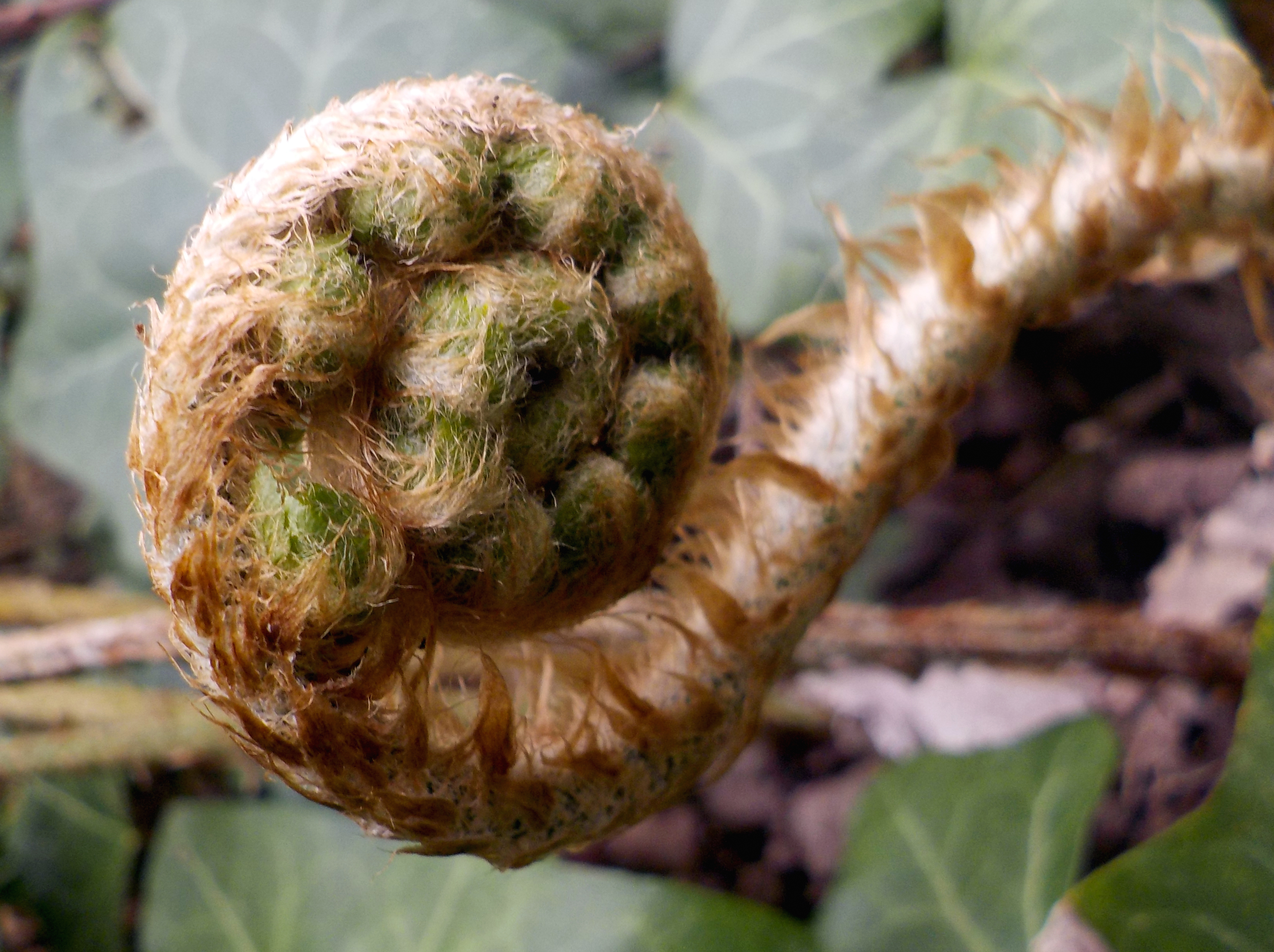
Germogli di felce a "testa di violino"
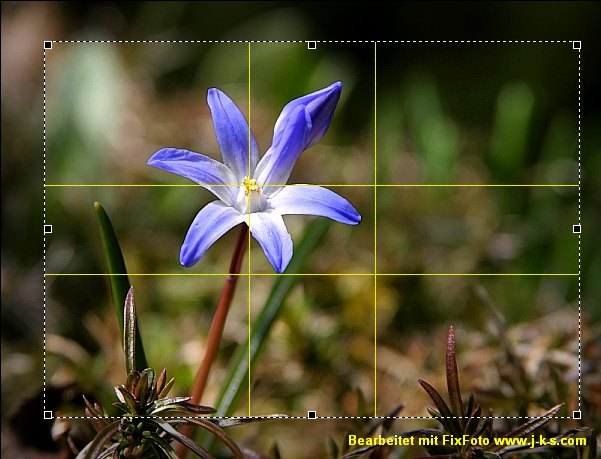
Calcolo automatico tramite software della sezione aurea in una fotografia
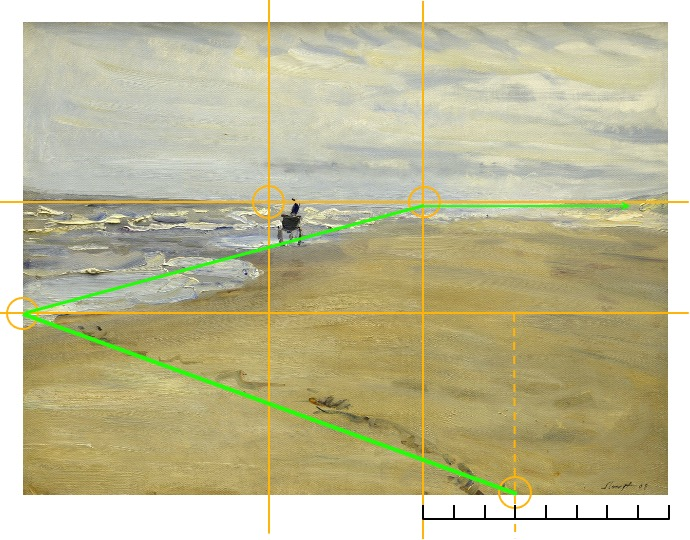
Sezione aurea in una fotografia
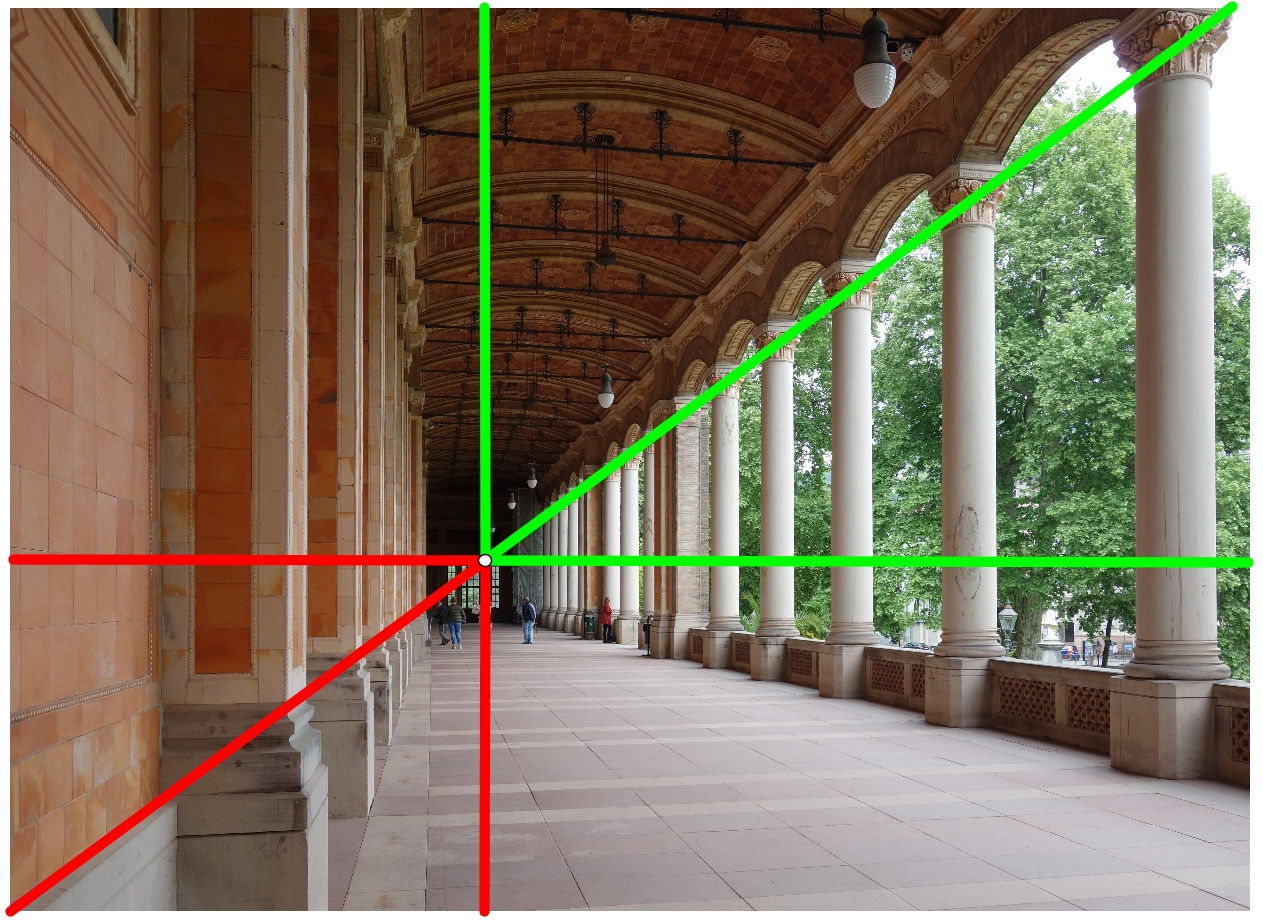
Sezione aurea in architettura
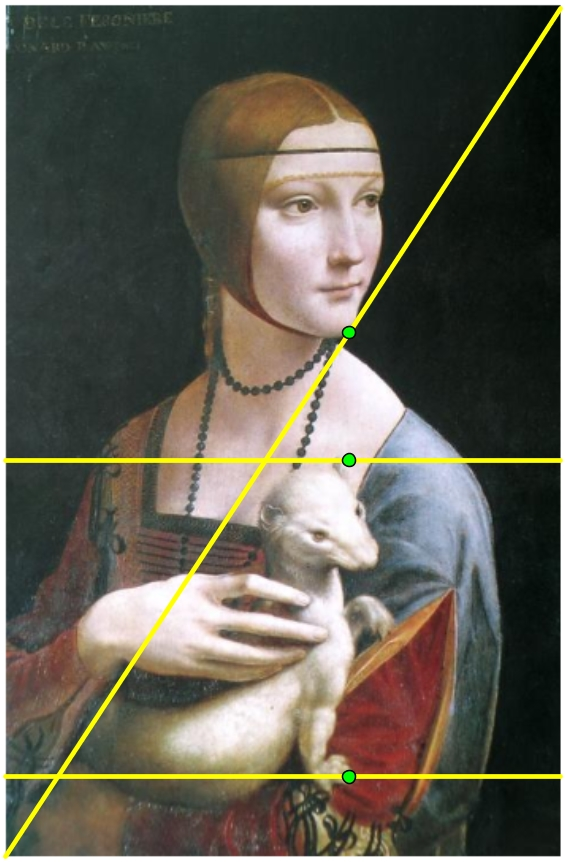
Sezione aurea in Dama con l'Ermellino